# Dallas Museum of Art
Il Dallas Museum of Art (DMA) è la maggiore istituzione culturale di Dallas. Situato nel cuore dell'Art District, tra St Paul e Harwood St., il museo era precedentemente ubicato presso il Fair Park. Nel 1984, a ottant'anni dalla sua creazione nel 1903, venne spostato nella sua sede attuale, progettata da Edward Larrabee Barnes (vincitore nel 2007 della medaglia d'oro dell'American Institute of Architects).
Il Museo si caratterizza per un'importante collezione che comprende più di 25000 opere databili dal terzo millennio a.C. ad oggi, e per la sua ricca e dinamica offerta culturale. I programmi educativi del museo hanno infatti ricevuto ampi riconoscimenti e la biblioteca “The Mildred R. and Frederick M. Mayer Library” possiede più di 50.000 volumi a disposizione di curatori e pubblico.

## Storia

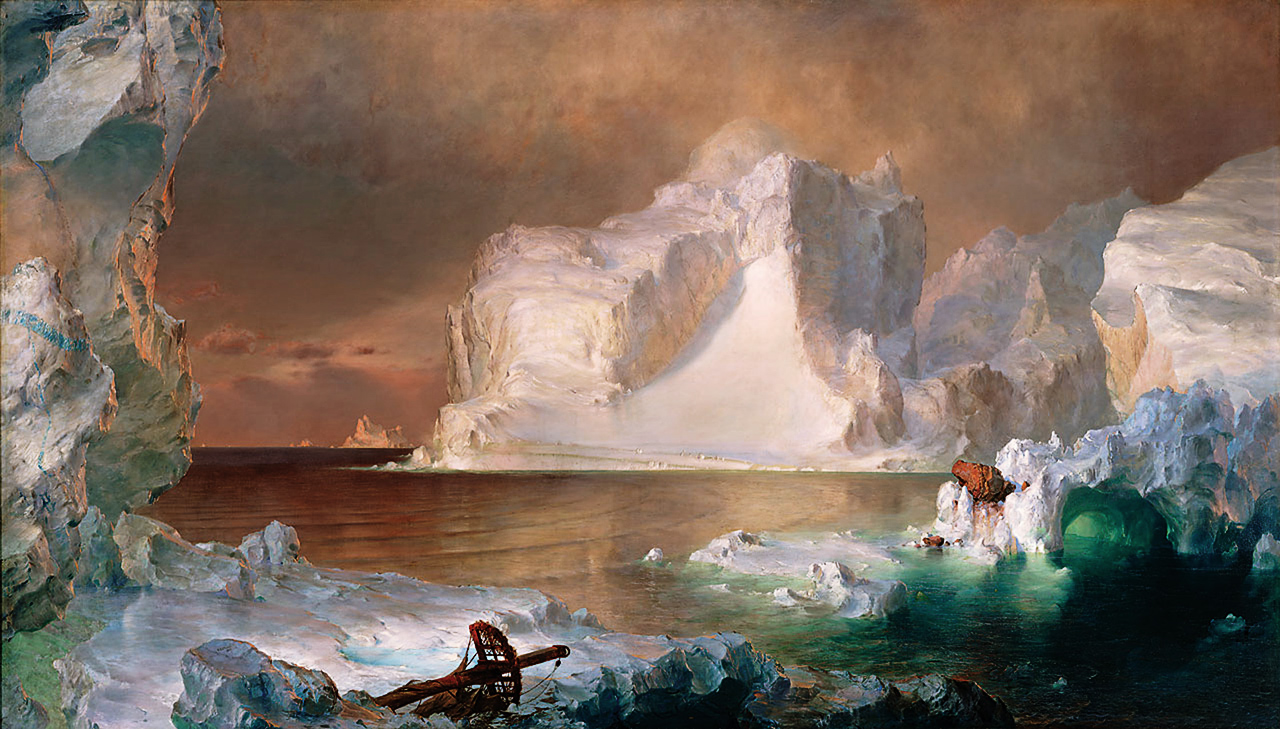
Frederic Edwin Church, The Icebergs, 1861, Dallas Museum of Art

La storia del Dallas Museum of Art inizia con quella della Dallas Public Library, che venne inaugurata nel 1901. Su suggerimento di Frank Reaugh, artista texano, venne infatti predisposta nella nuova biblioteca una sala espositiva, che divenne il primo spazio pubblico a Dallas dedicato alle arti figurative. Due anni più tardi, Mary Dickinson Exall, primo presidente della Biblioteca, fondò la Dallas Art Association, con lo scopo di “stimolare l'interesse per le arti figurative attraverso mostre e conferenze, formare una collezione permanente, sostenere il lavoro degli artisti locali, e sollecitare il supporto alle arti da parte di privati e imprese”.
Con la progressiva crescita della collezione, il museo, dal 1932 ribattezzato Dallas Museum of Fine Art, dovette cambiare diverse sedi. Finalmente, nel 1936, in occasione del Centenario dell'Indipendenza del Texas venne stabilita una sede permanente all'interno del Fair Park. La nuova struttura in stile art déco, visitabile ancora oggi, venne progettata da un consorzio di architetti di Dallas con la consulenza di Paul Cret, noto architetto di Filadelfia.
Nel 1943, Jerry Bywaters divenne il direttore del DMFA, posizione che ricoprì per i successivi 21 anni.. Artista, critico d'arte e professore, Bywaters contribuì fortemente al formarsi dell'identità del museo e la sua influenza sull'Istituzione è stata notevole.. Sotto la sua guida la collezione crebbe in maniera significativa, con l'acquisizione di capolavori impressionisti, astratti e contemporanei, e lo scopo di accrescere l'identità texana del museo, percepibile ancora oggi.
Nel 1963, il Dallas Museum of Fine Arts si fonde con il Dallas Museum of Contemporary Art, diretto nei 4 anni precedenti da Douglas Mac Agy. Nasce così una nuova e ricca collezione di opere moderne e contemporanee (in particolare una raccolta unica di opere di Piet Mondrian) e vengono organizzate importanti mostre legate all'arte moderna, come “L'arte di Piet Mondrian” e “Scultura: Il Ventesimo secolo”. Della nuova collezione del DMFA entrano a far parte anche significative opere di Paul Gauguin, Odilon Redon, Henri Matisse, Gerald Murphy e Francis Bacon.
Verso la fine del 1970 il forte aumento della collezione permanente e l'ambizioso programma espositivo resero evidente la necessità di una nuova struttura museale. Sotto la direzione di Harry Parker il museo venne quindi spostato ancora una volta, per essere ricollocato presso la sua sede attuale. La realizzazione della struttura progettata dall'architetto di New York Edward Larrabee Barnes, venne sostenuta da finanziamenti pubblici e da donazioni private, incoraggiate dallo slogan “ Una grande città merita un grande museo”. Il nuovo edificio venne così inaugurato nel gennaio 1984..

## Collezioni
La collezione del museo comprende più di 25000 opere d'arte provenienti da tutto il mondo, che vanno dall'antichità ai tempi moderni..
- La Collezione d'Arte Antica del Mediterraneo include reperti Egizi, Greci, Romani ed Etruschi. Significativo per l'arte egizia è un bassorilievo dipinto su pietra calcarea, risalente al 2575-2134 a.C., che raffigura una processione funebre alla tomba di Ny-Ank-Nesut. La più ampia sezione dedicata all'arte Greca comprende invece una scultura in marmo che rappresenta una figura d'uomo per un monumento funebre risalente al 300 a.C., altre sculture in bronzo, raffinati manufatti e gioielli. L'arte dell'antica Roma è invece rappresentata da una figura di donna del secondo secolo d.C. e da un sarcofago in marmo, risalente circa al 190 d.C., significativo per la scena di battaglia in altorilievo visibile sul fianco.
- La Collezione d'Arte del Sud Est Asiatico, presenta una gamma di manufatti che vanno dall'arte buddista del Gandhara dal II al IV secolo d.C., alle arti dell'Impero Moghul in India dal XV al XIX secolo. Tra I vari pezzi si distingue un bronzo del XII secolo raffigurante Shiva Nataraja, e un rilievo in pietra arenaria con la rappresentazione del dio Vishnu. Ben rappresentate sono anche le produzioni artistiche del Tibet, del Nepal e della Thailandia.

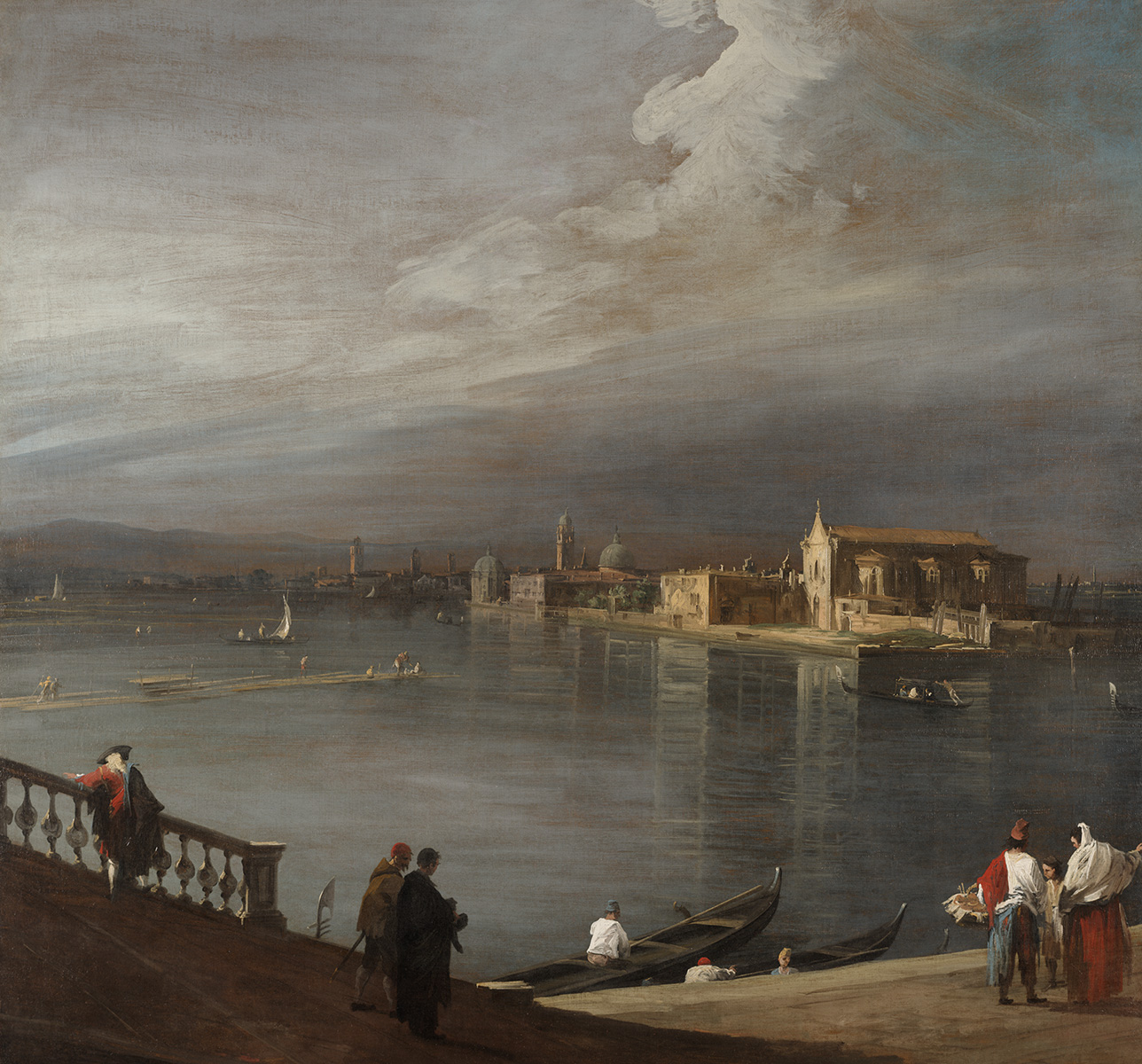
Canaletto San Cristoforo, San Michele, e Murano dale Fondamenta Nuove, 1772, Dallas Museum of Art.

- La Collezione d'Arte Europea parte dal XVI secolo. Particolarmente rappresentative sono le opere di Nicolas Mignard (Il pastore Faustolo porta Romolo e Remo a sua moglie, 1654), Canaletto (San Cristoforo, San Michele, e Murano dalle Fondamenta Nuove, 1772)Canaletto San Cristoforo, San Michele, e Murano dale Fondamenta Nuove, 1772, Dallas Museum of Art., Jean-Baptiste Marie Pierre (Il ratto d'Europa, 1750), e Claude Joseph Vernet (Paesaggio di montagna con tempesta in arrivo, 1775). Per il XIX e XX secolo si distinguono invece alcune opere di rilievo come Le Renard dans la neige di Gustave Courbet (1860), La Seine à Lavacourt di Claude Monet (1880), I Raro te Oviri di Paul Gauguin (1891), All'origine del mondo di Constantin Brâncuși (1920), Les Marronniers ou le Vitrail (1894) et Intérieur (1902) di Édouard Vuillard. Molto importante risulta poi la serie di Piet Mondrian, con opere come Il Mulino (1908), Autoritratto (1942), e Place de la Concorde (1938-1943).[13].

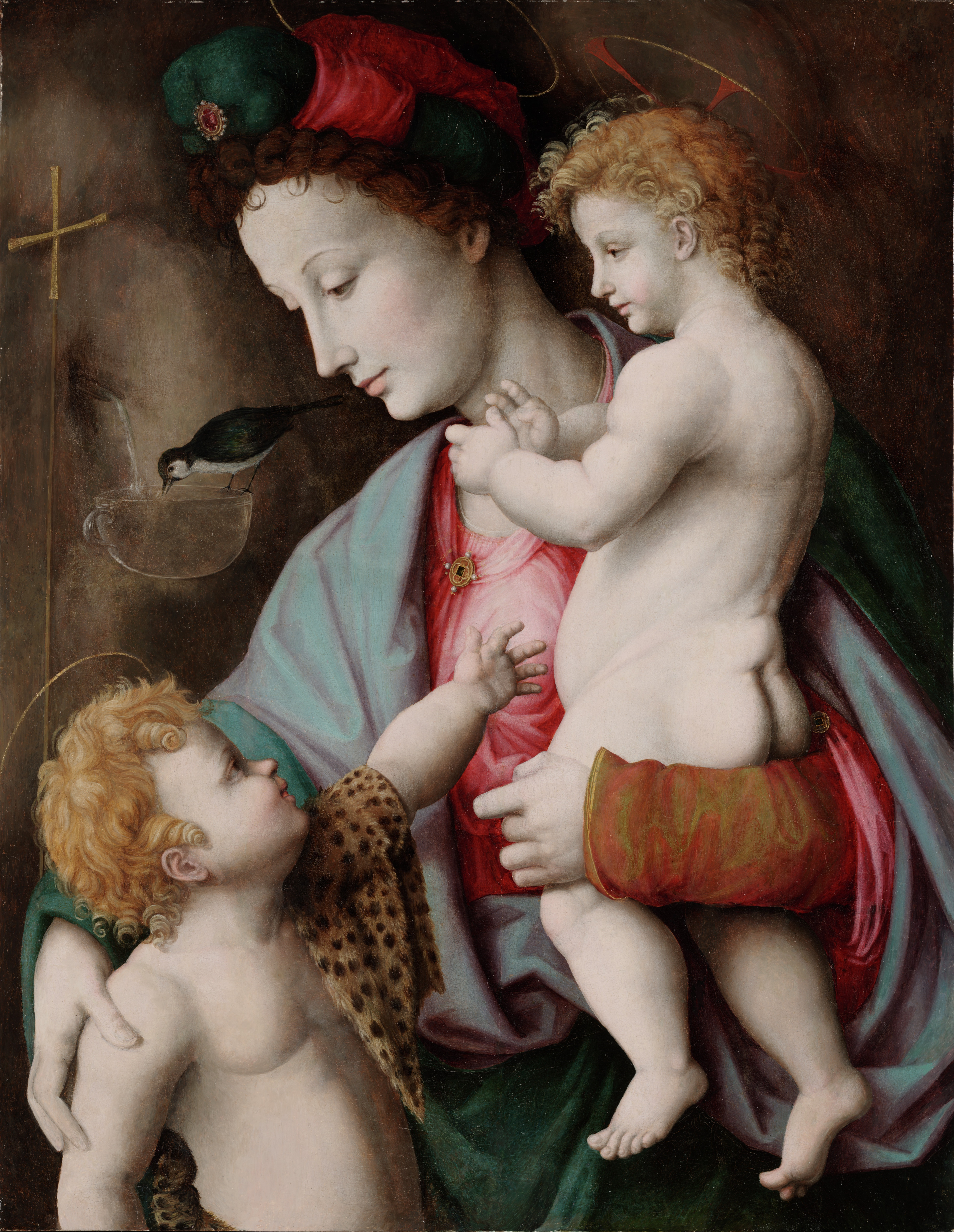
Bacchiacca, Madonna con Bambino e San Giovanni (1525).jpg

- Della Collezione del Dallas Museum of Art fa anche parte un consistente numero di opere di artisti italiani dal XVI al XX secolo. Il Cinquecento è ben rappresentato dal Bacchiacca, (Madonna con Bambino e San Giovanni, 1525), da Giulio Cesare Procaccini (Ecce Homo, 1615-1618) e dal Garofalo (Madonna con Bambino e San Girolamo, 1530 ca.). Per il Seicento si riscontrano poi autori significativi come Cristofano Allori (Santa Caterina da Siena, 1612-1615) e Pietro Paolini (Concerto Bacchico, 1630). Particolarmente degna di nota per il Settecento è una serie di acqueforti di Piranesi, oltre al noto Canaletto (San Cristoforo, San Michele, e Murano dale Fondamenta Nuove, 1772). A segnare il passaggio tra XVIII e XIX secolo troviamo poi una Vittoria (1813) in bronzo e alabastro del Canova. Per il Novecento infine si registra il più elevato numero di artisti, a rappresentare i momenti salienti dell'arte italiana di questo secolo. Fra i tanti nomi figurano: Amedeo Modigliani, Gino Severini, Mario Sironi, Giorgio De Chirico, Arnaldo Pomodoro, Giacomo Manzù, Mirko Basaldella, Lucio Fontana, Alberto Burri, Piero Manzoni, Alighiero Boetti, Mario Merz, Mimmo Paladino, Giulio Paolini, Giuseppe Penone, Michelangelo Pistoletto, Francesco Clemente, Sandro Chia, Maurizio Cattelan.
- La Collezione Wendy and Emery Reves[14][15]. Nel 1985 il Dallas Museum of Art riceve un dono eccezionale da Wendy Reves che, in memoria del suo defunto marito Emery Reves, decide di lasciare al museo la sua straordinaria collezione. Emery Reves era infatti un raffinato collezionista, e nel tempo aveva raccolto opere di artisti come Paul Cézanne, Honoré Daumier, Edgar Degas, Paul Gauguin, Édouard Manet, Claude Monet, Camille Pissarro, Auguste Renoir, Henri de Toulouse-Lautrec, e Vincent van Gogh. La coppia, che contava tra I suoi amici Winston Churchill e Graham Sutherland, viveva nel sud della Francia presso Villa La Pausa, una lussosa residenza inizialmente costruita per Coco Chanel nel 1927, di cui sono ancora conservati gli arredi originali. Presso Villa La Pausa, dimora preferita della coppia Reves, venivano ricevuti ospiti come Pierre Reverdy, Paul Iribe, Luchino Visconti, Salvador Dalí, Jean Cocteau, Greta Garbo e il Duca di Westminster. Quando Wendy Reves decise di donare la collezione al museo, volle quindi che le opere venissero esposte con la stessa disposizione che avevano originariamente nella villa. Fu così che nel museo venne creata un'ala di 1400 m² per riprodurre gli spazi della residenza Reves, inaugurati il 29 novembre 1985. La raccolta comprende 1400 dipinti, sculture e disegni, oltre ad una consistente collezione di arti decorative. Una sala è infine dedicata alla memoria di Sir Winston Churchill con numerosi dipinti, libri, autografi e una serie di memorabilia.
- La Collezione d'Arte Africana, comprende reperti provenienti dall'Africa Occidentale e Centrale, databili prevalentemente dal XVI al XX secolo, benché vi sia anche un interessante busto in terracotta Nok Della Nigeria, databile circa dal 200 a.C. al 200 d.C. Importanti nella collezione sono anche una targa del Benin raffigurante un capo guerriero in lega di rame su legno, un legno intagliato dal sud-est del Mali, e una figura in piedi costellata di chiodi di ferro proveniente dal Congo.
- Il Dallas Museum of Art dispone anche di importanti reperti delle Civiltà Precolombiane su un periodo che copre circa 3000 anni. Tra i capolavori della collezione vi sono oggetti in oro da Panama, Colombia e Perù (Collezione Wise) e la testa del dio Tlaloc (Messico XIV-XVI secolo).
- La Collezione d'Arte Americana è composta da dipinti, sculture e opere su carta databili dal XVIII secolo fino all'epoca moderna. Sono ben rappresentati i pittori della Hudson River School, tra cui Thomas Cole (The fountantin of Vaucluse, 1841) e Frederic Edwin Church con l'opera The Icebergs (1861), che costituisce uno dei pezzi più importanti della collezione. Il dipinto era stato a lungo considerato un capolavoro perduto, fino a quando nel 1979 non venne donato al museo da Norma e Lamar Hunt. Altre opere importanti della collezione sono poi Duck Island (1906) di Child Hassam, Lighthouse Hill (1927) di Edward Hopper, oltre ai dipinti di Andrew Wyeth, di Georgia O' Keeffe e Gerald Murphy. Il Dallas Museum of Art si distingue anche per la sua collezione di artisti texani, fra cui Robert Jenkins Onderdonk, Julian Onderdonk, Alexandre Hogue, David Bates, Dorothy Austin, Micheal Owen, e Olin Herman Travis e Jerry Bywaters, direttore del DMA dal 1943 al 1964, nonché membro del Gruppo dei Nove, un influente gruppo di artisti texani.
- L'ampia sezione di Arti Decorative e Design dispone di più di 8000 pezzi per lo più europei e americani. Da menzionare sono i prodotti tessili del XVI secolo di provenienza spagnola, porcellane cinesi del XVII secolo, e la collezione Hoblitzelle di argenti inglesi e irlandesi. Due oggetti eccezionali sono una coppa con coperchio d'argento (1742) di Paul De Lamerie, e una cisterna per il vino (1761-1762) realizzata da Abraham Portal per Francis Hastings, conte di Huntingdon. I mobili americani del XVIII secolo costituiscono il nucleo della collezione di Faith P. e Charles L. Bybee, con arredi provenienti da Boston, New York, Philadelphia e altre città. La collezione di argenti americani del XIX e XX secolo è internazionalmente riconosciuta come una delle più raffinate dell'epoca, con alcuni esempi di manifatture famose come Tiffany & Co. ,Gorham Manufacturing Company, Reed & Barton e International Silver Co, oltre a un tavolo d'argento realizzato da Gorham per l'Esposizione Universale di Parigi del 1900. Si distinguono poi alcuni esempi di design moderno rappresentato dai nomi di Gustav Stickley, Charles Rohlfs, Christopher Dresser, Louis Majorelle, Frank Lloyd Wright e altri. Il design contemporaneo include infine eccezionali lavori di Ettore Sottsass, Zaha Hadid, Richard Meier.
- Tutti I grandi movimenti artistici che si sono succeduti dalla seconda Guerra mondiale sono rappresentati nella collezione d'Arte Contemporanea del museo,[16], dove dominano Espressionismo Astratto, Pop Art, Minimalismo, Videoarte. Molti sono i grandi nomi presenti, come Jackson Pollock, Mark Rothko, Franz Kline, Jasper Johns, Robert Rauschenberg, Bruce Nauman, Robert Smithson, Cindy Sherman, Nic Nicosia, Thomas Struth e Lynn Davis. Dalla seconda metà degli anni Ottanta molti sono stati inoltre gli artisti invitati a creare opere site specific per il Museo. Fra questi ricordiamo in particolare Ellsworth Kelly, Sol LeWitt, Richard Fleischner, Claes Oldenburg e Coosje van Bruggen, e nell'ottobre 2012 Karla Black. Negli ultimi anni inoltre il museo ha mostrato un forte interesse nell'acquisizione di artisti contemporanei tedeschi come Gerhard Richter, Sigmar Polke e Anselm Kiefer.

## Programmi

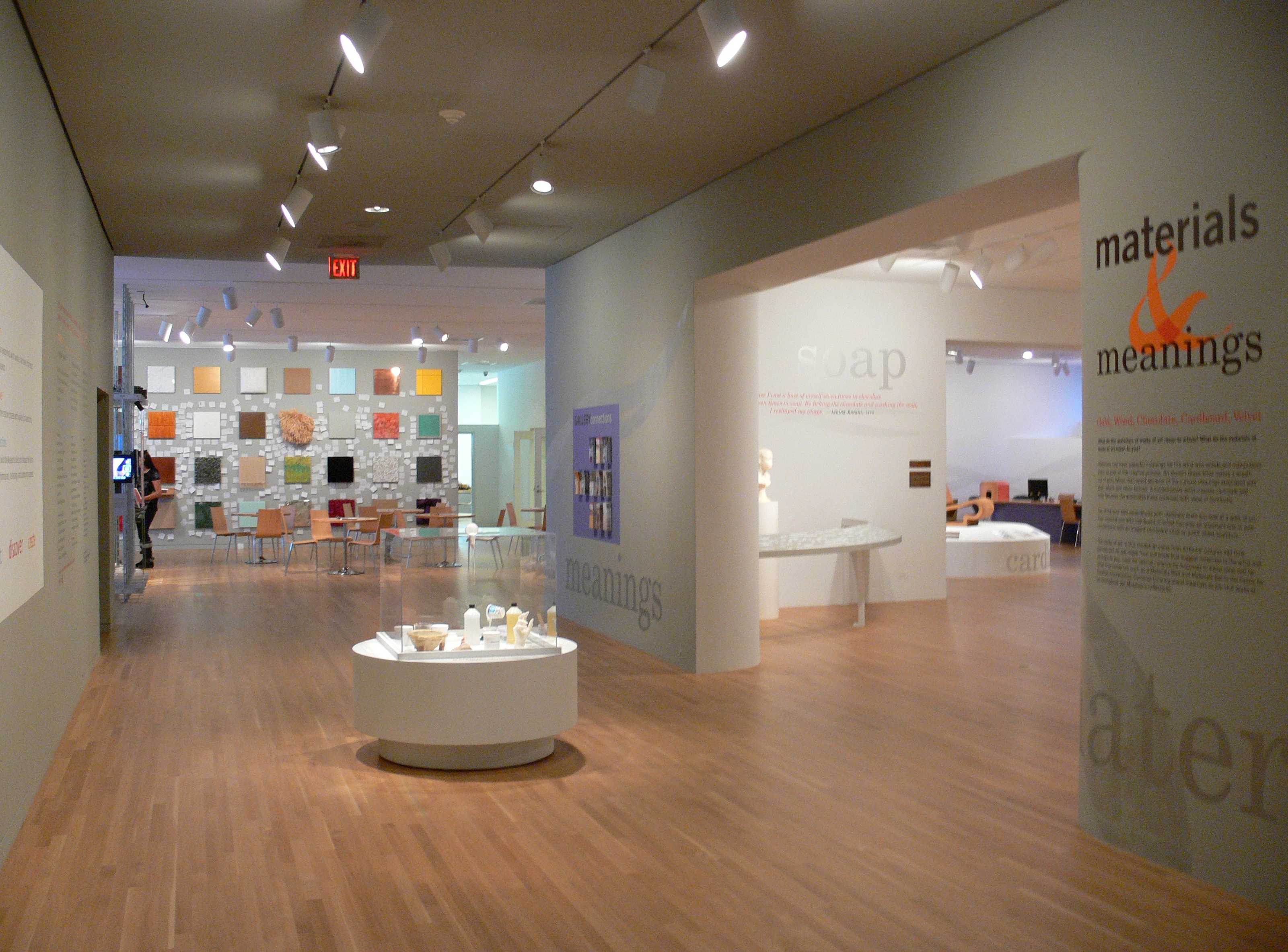
The Center for Creative Connections

Nel 2008 il Dallas Museum of Art ha aperto il Centro per le Connessioni Creative (noto anche come C3), uno spazio di 1100 m² che offre esperienze educative, interattive e ricreative. Il centro espone alcune opere della collezione permanente e stimola con le sue numerose proposte la creatività del pubblico..
Il Dallas Museum of Art offre anche un programma culturale molto ricco e variegato che si svolge durante tutto l'anno. Alcuni esempi delle attivita' offerte sono:
- Late Nights: una volta al mese il museo rimane aperto fino a mezzanotte con spettacoli, concerti, conferenze, proiezioni video e programmi adatti a tutti.
- Arts&Letters Live: una serie di conferenze con autori famosi, attori, illustratori e musicisti.
- Jazz in the Atrium: ogni giovedì sera ci sono concerti jazz dal vivo, con possibilità di cenare al museo.
- Gallery Talk: presentazioni e conferenze su temi specifici legati alle mostre on corso. Si svolgono generalmente negli a diretto contatto con le opere, negli spazi espositivi del museo, e con frequenza settimanale.
- C3 Artistic Encounters: Laboratori artisticiper dare la possibilita; a tutti di mettersi in gioco con le proprie capacità artistiche
- Meaningful Moments : Attività specifiche,con cadenza mensile, pensate per persone con disabilità mentale e le loro famiglie.
- Arturo's Art & Me: Attivita' specifiche per bambini tra i 3 e i 5 anni, accompagnati dai genitori.
- Toddler Art: Attivita' specifiche per bambini tra i 2 e i 3 anni, accompagnati dai genitori.

## Opere

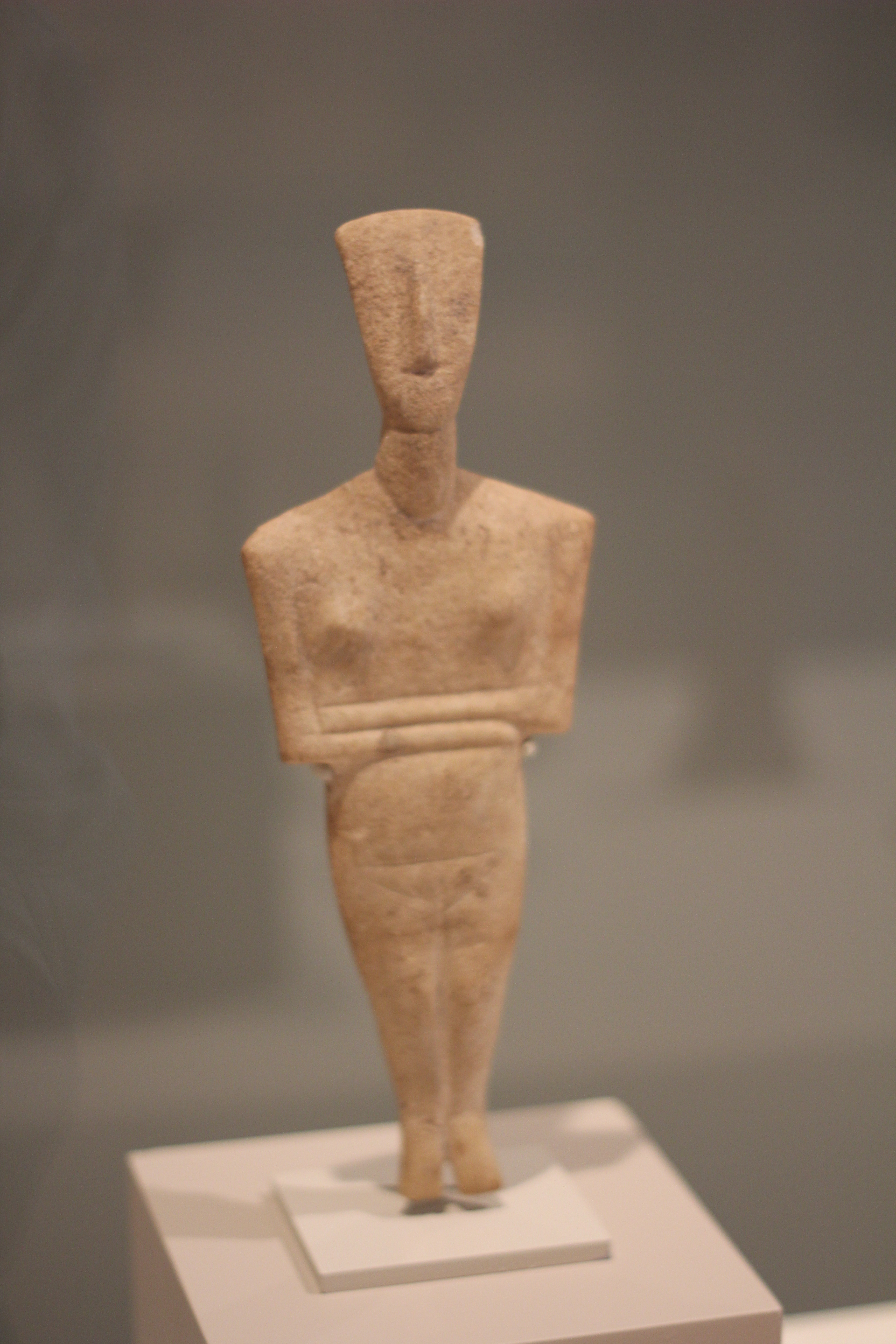
Scultura cicladica, Grecia, c.2700-2100 AC
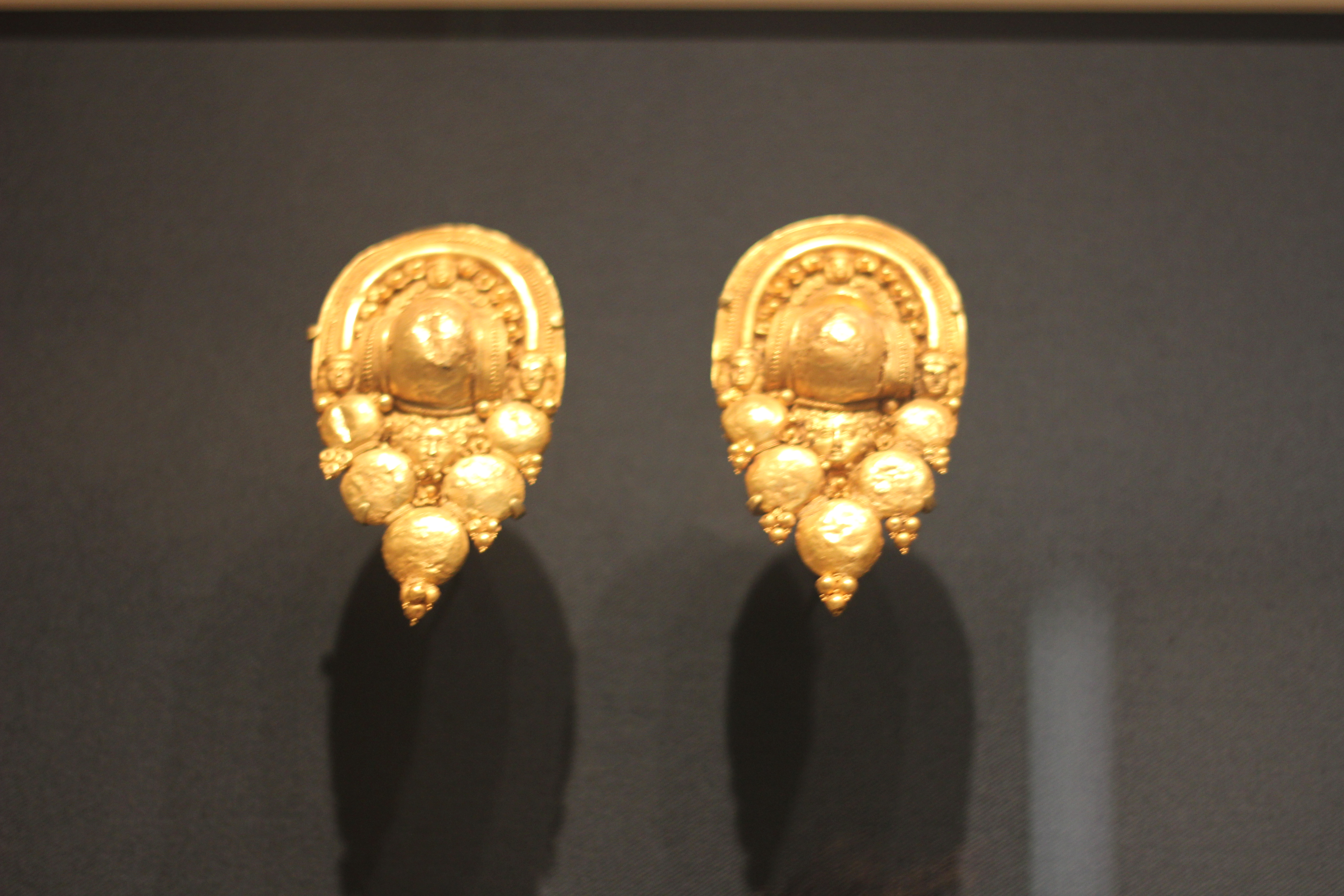
Coppia di orecchini etruschi, c.450-300 AC
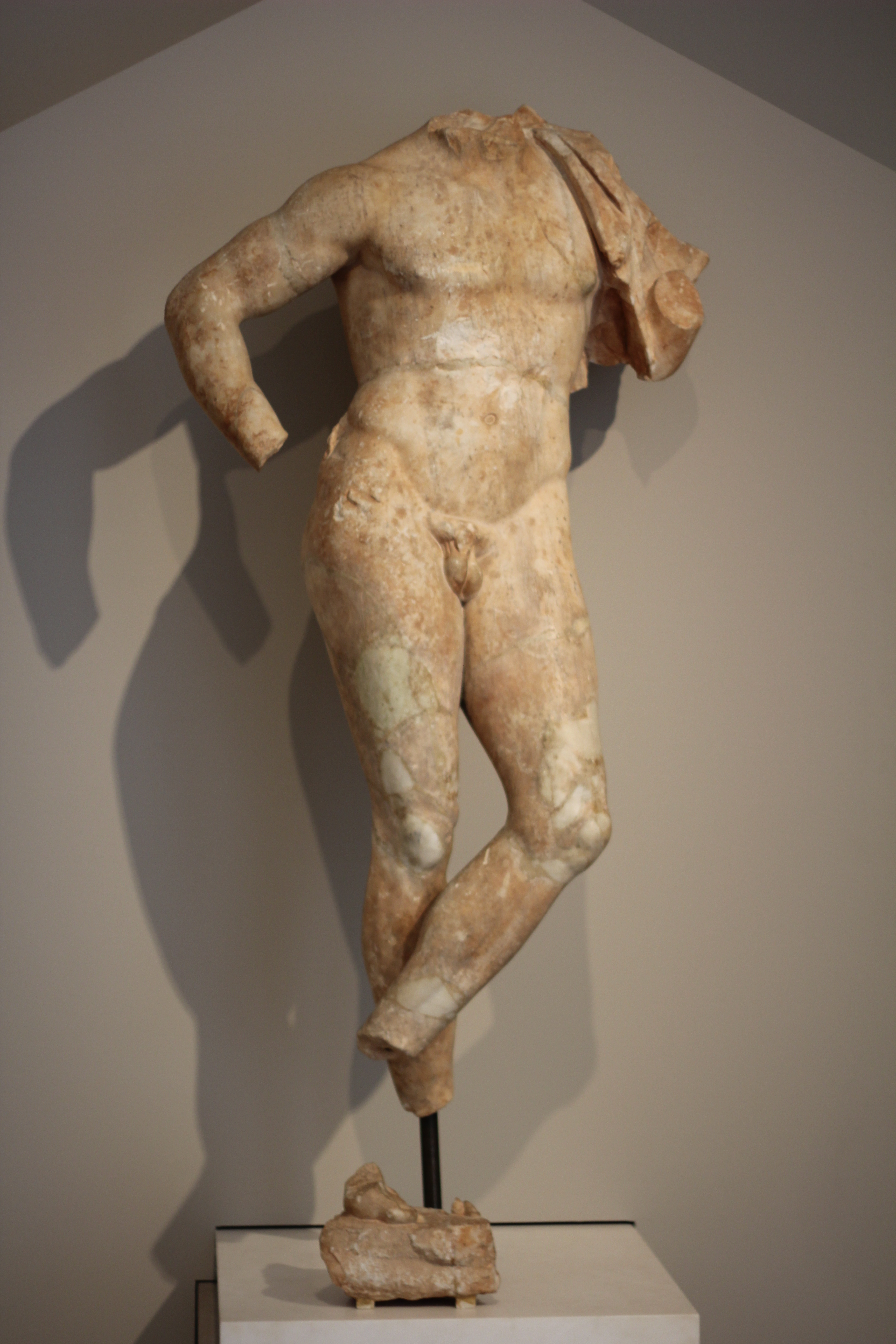
Scultura di giovane uomo, Grecia, c.330 AC
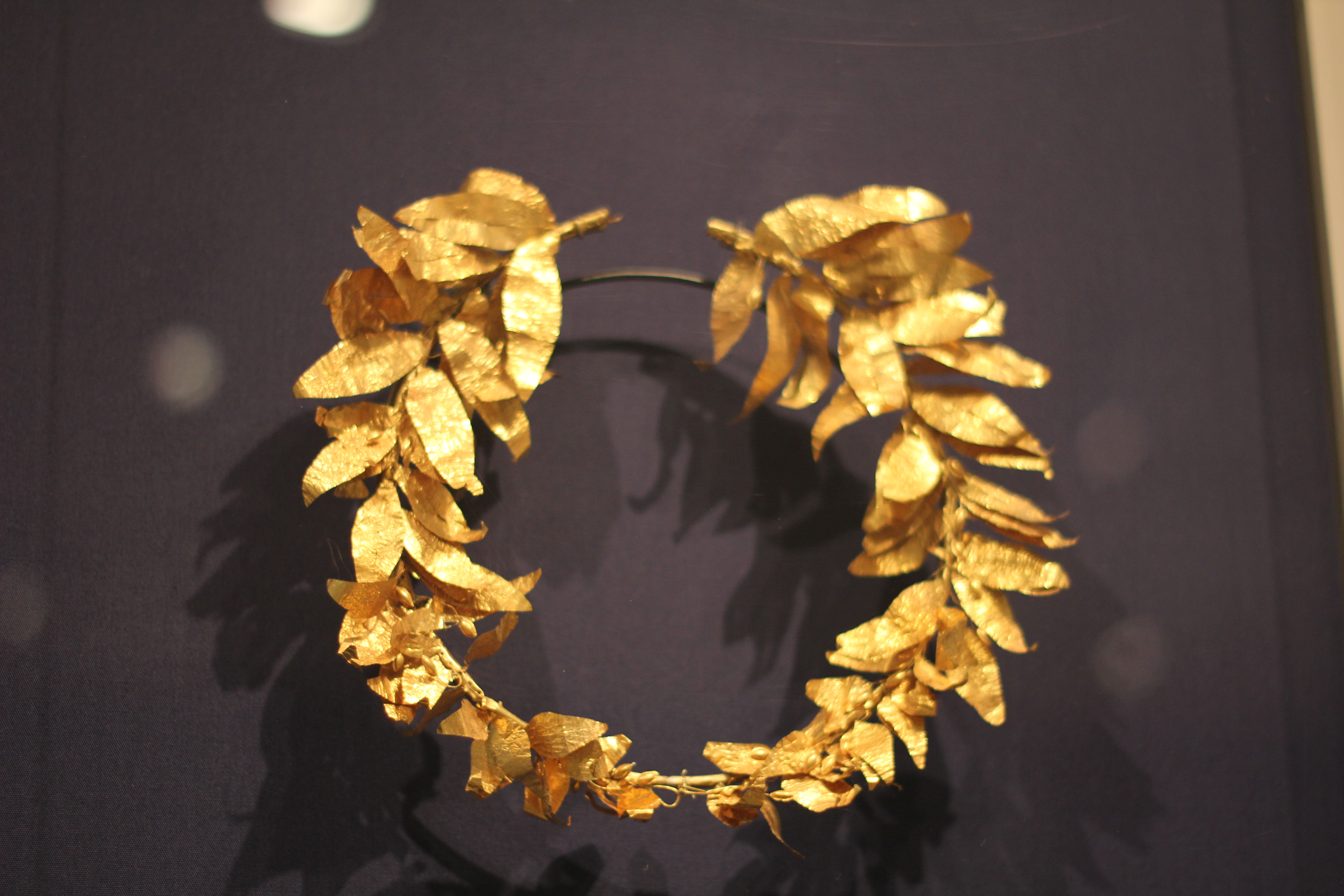
Corona d'oro, Grecia, c.300-400 AC
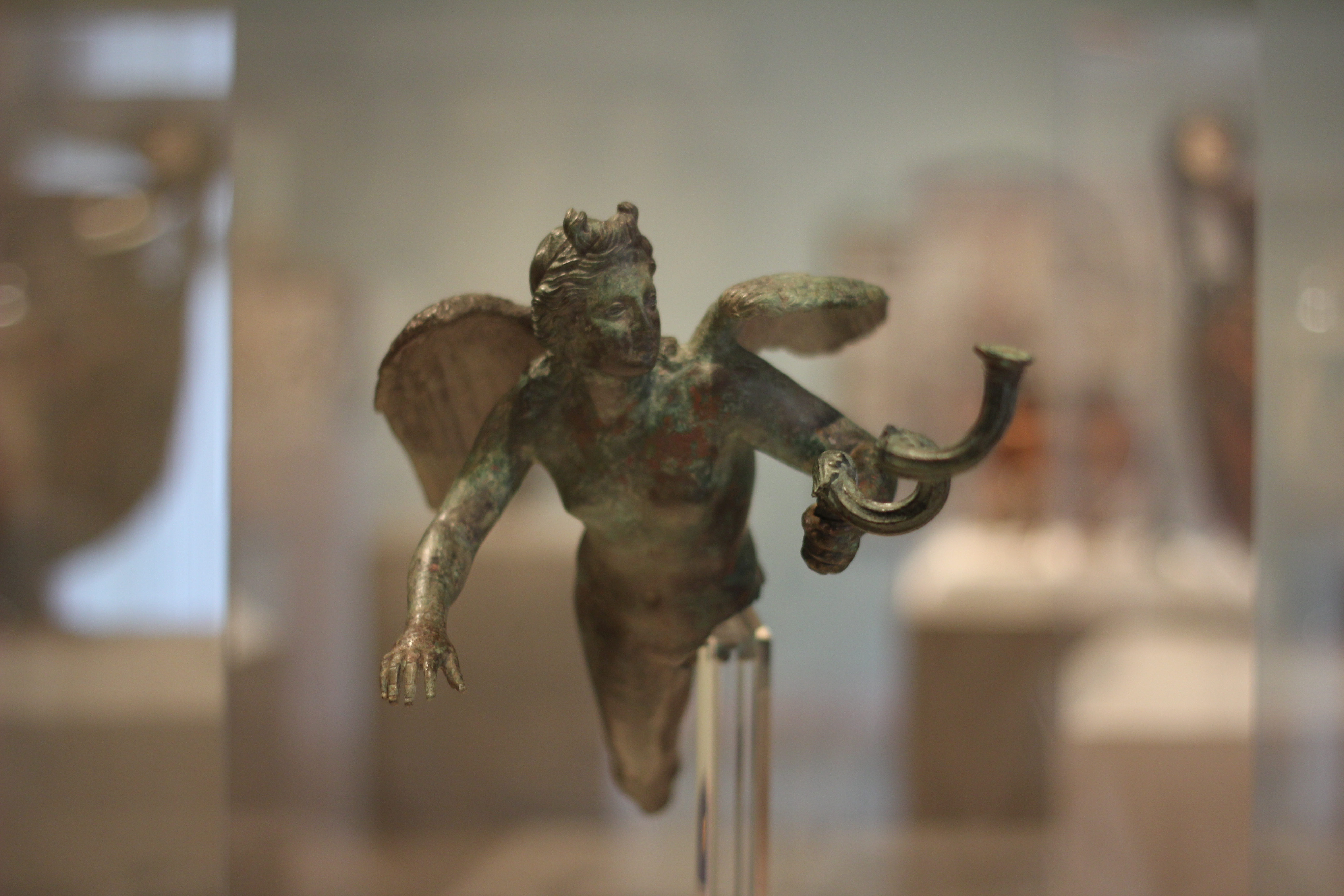
Eros che tiene una torcia, Grecia, c.25-50 AC
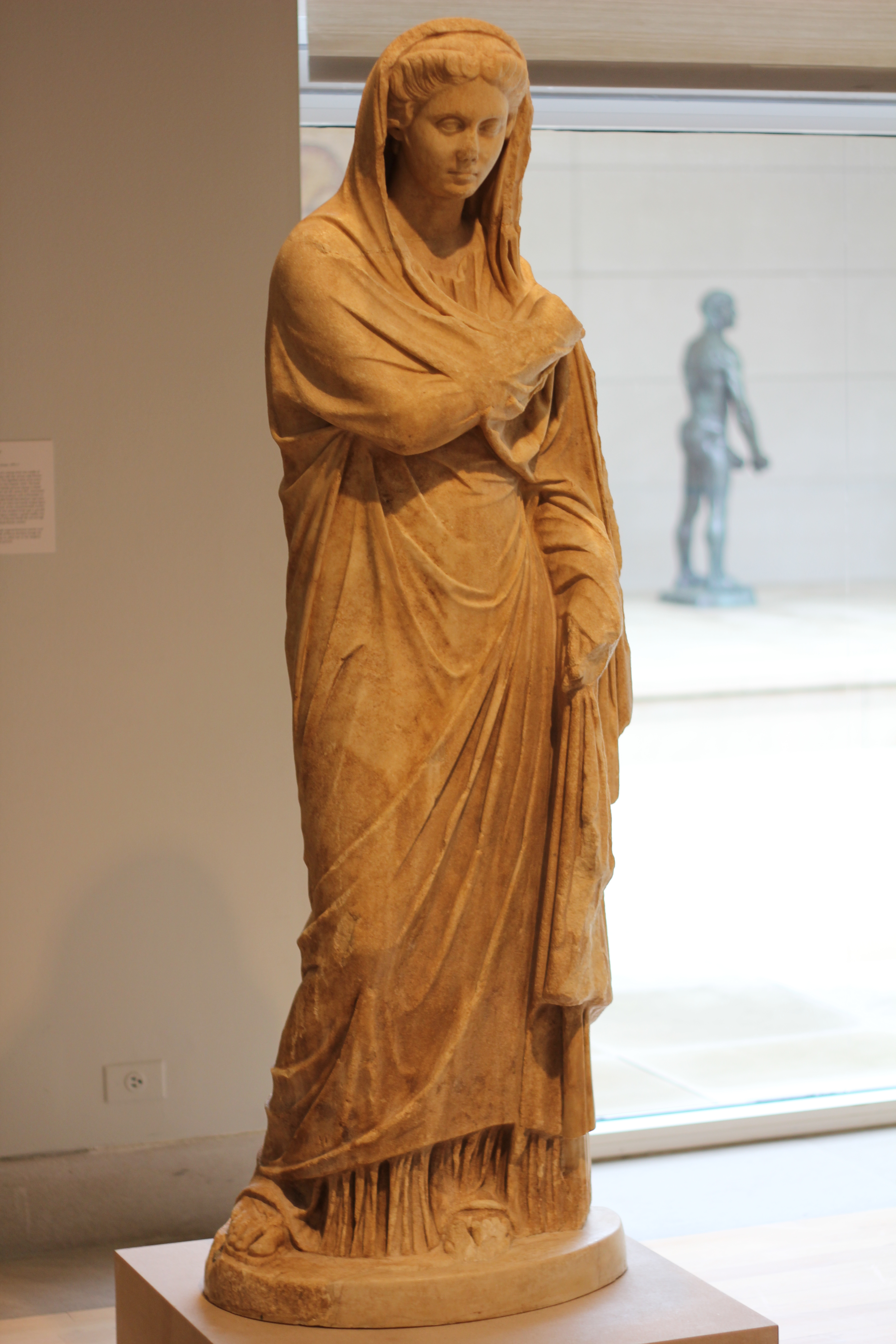
Statua femminile, Roma, c.100-200 AC
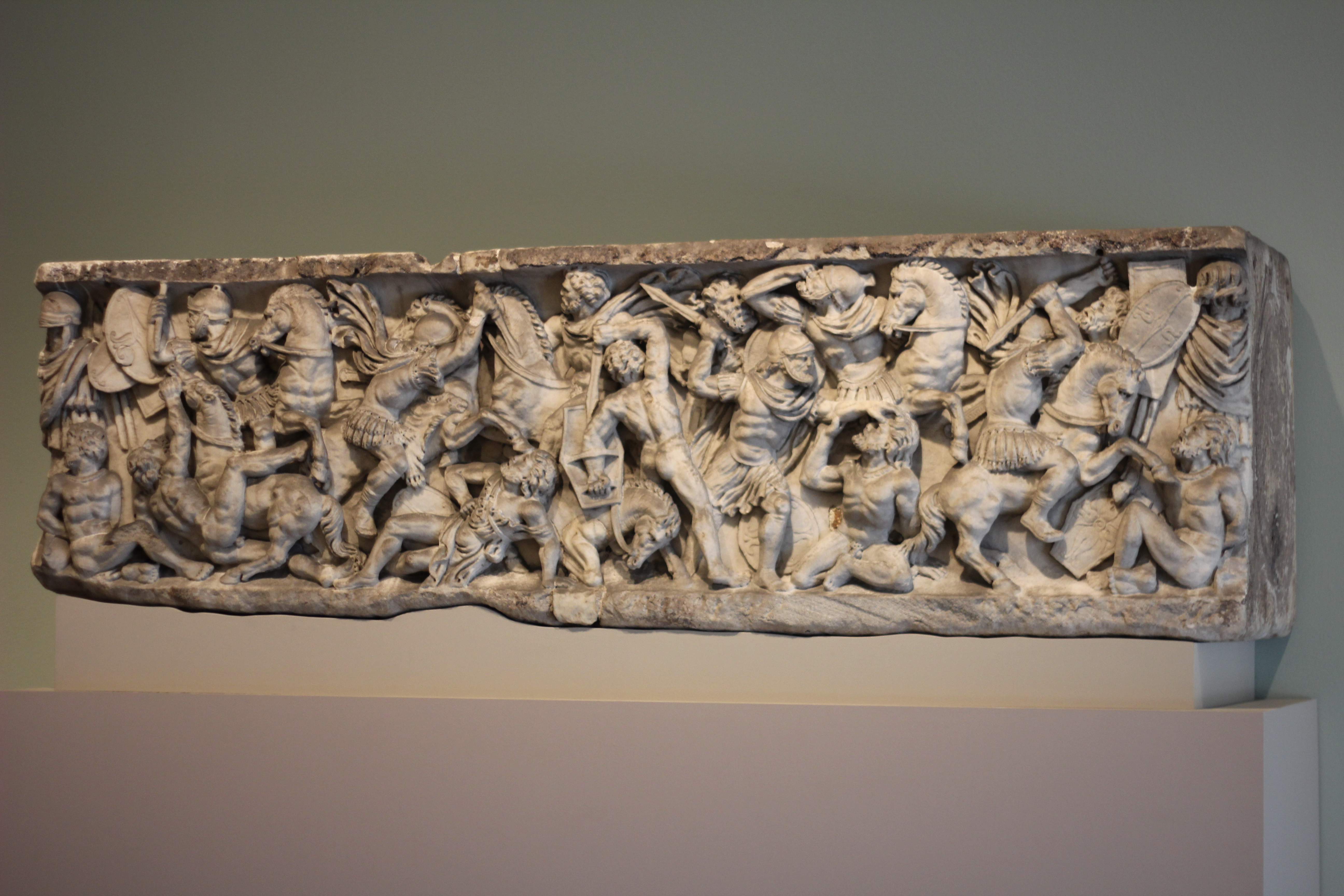
Sarcofago con scene di battaglia, Roma, c.190 AC
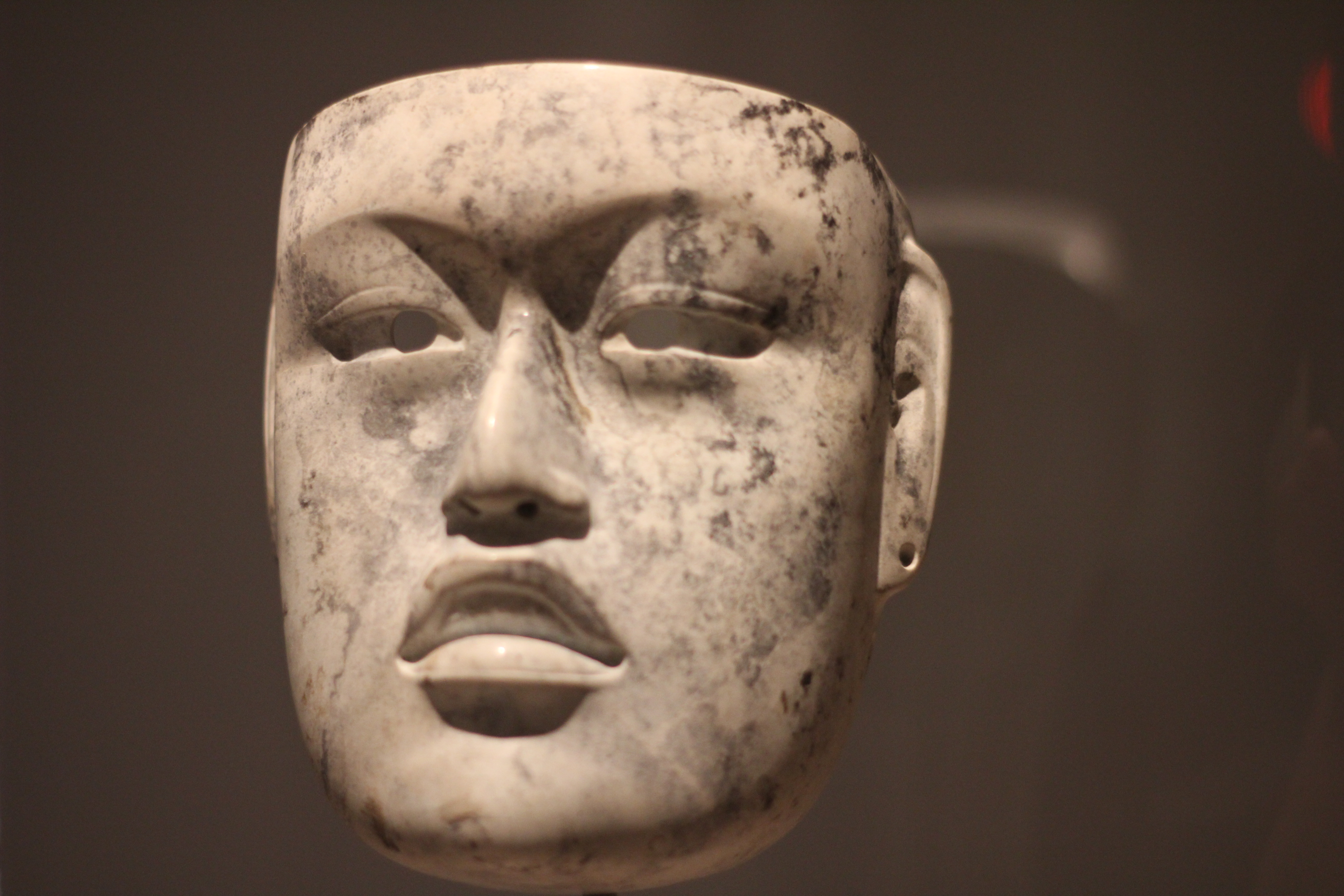
Maschera, Messico, Stato di Veracruz, 900-500 AC
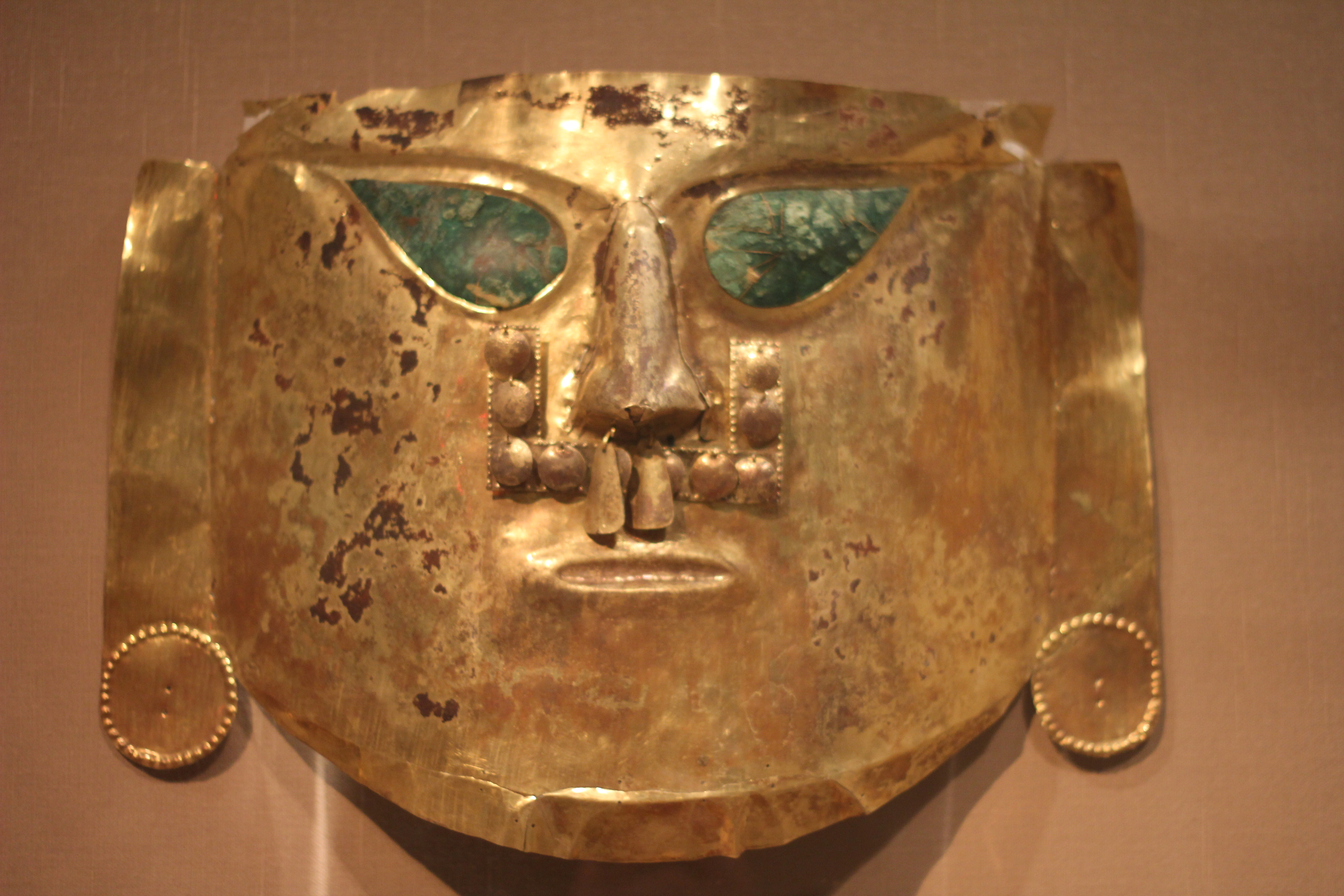
Maschera cerimionale, Perù, North Coast, La Leche Valley, c. 900-1100 DC

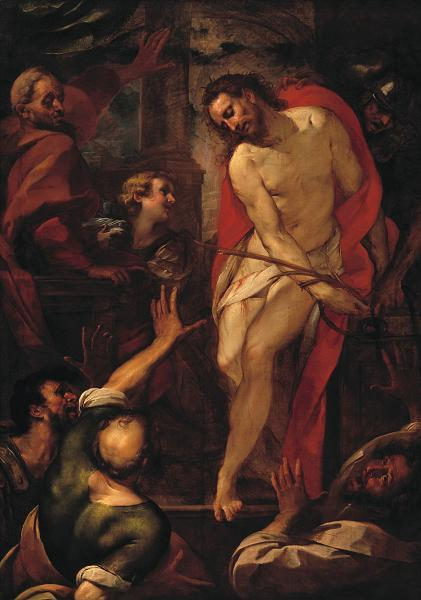
Giulio Cesare Procaccini, Ecce Homo, 1615-1620
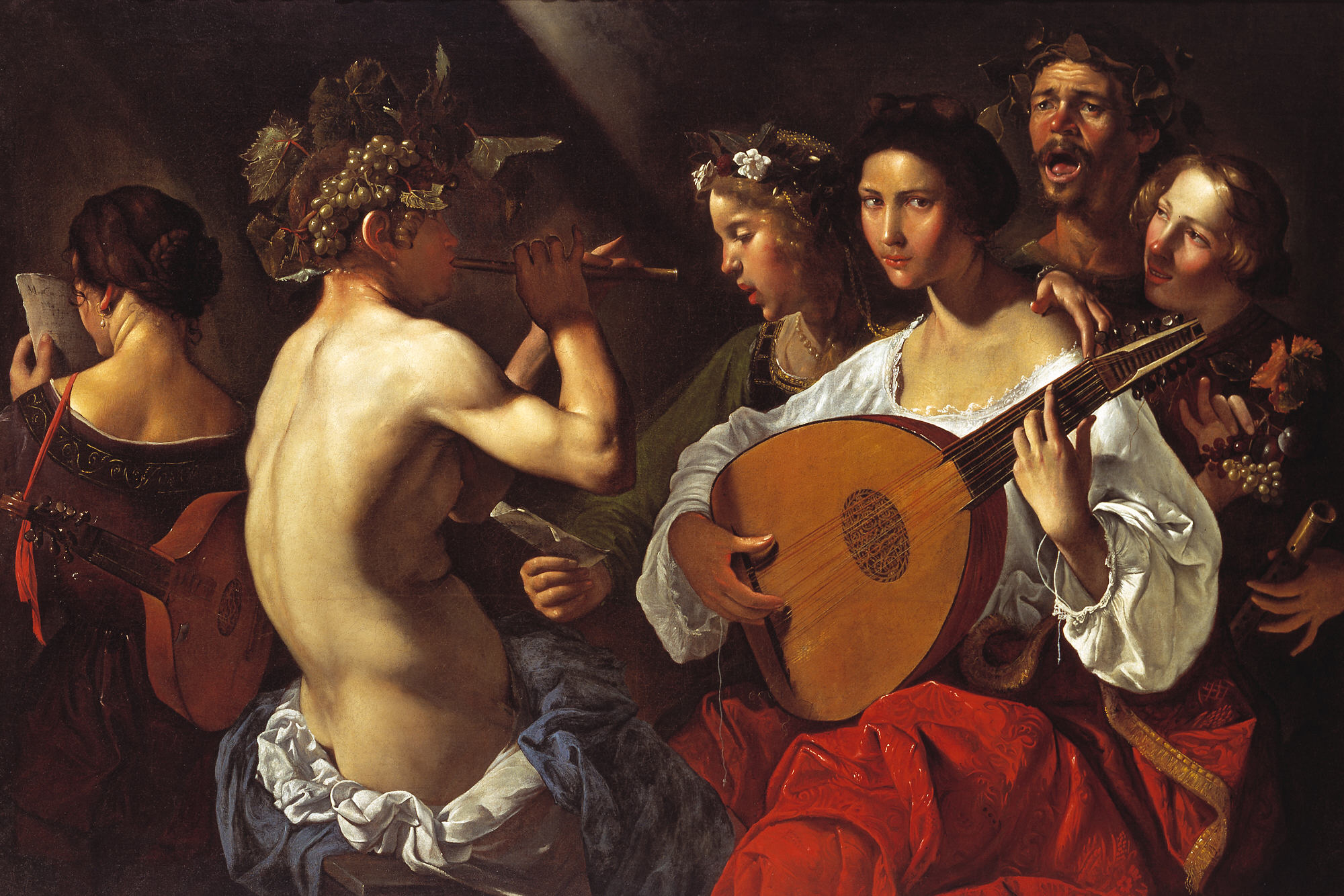
Pietro Paolini, Concerto Bacchico, 1625
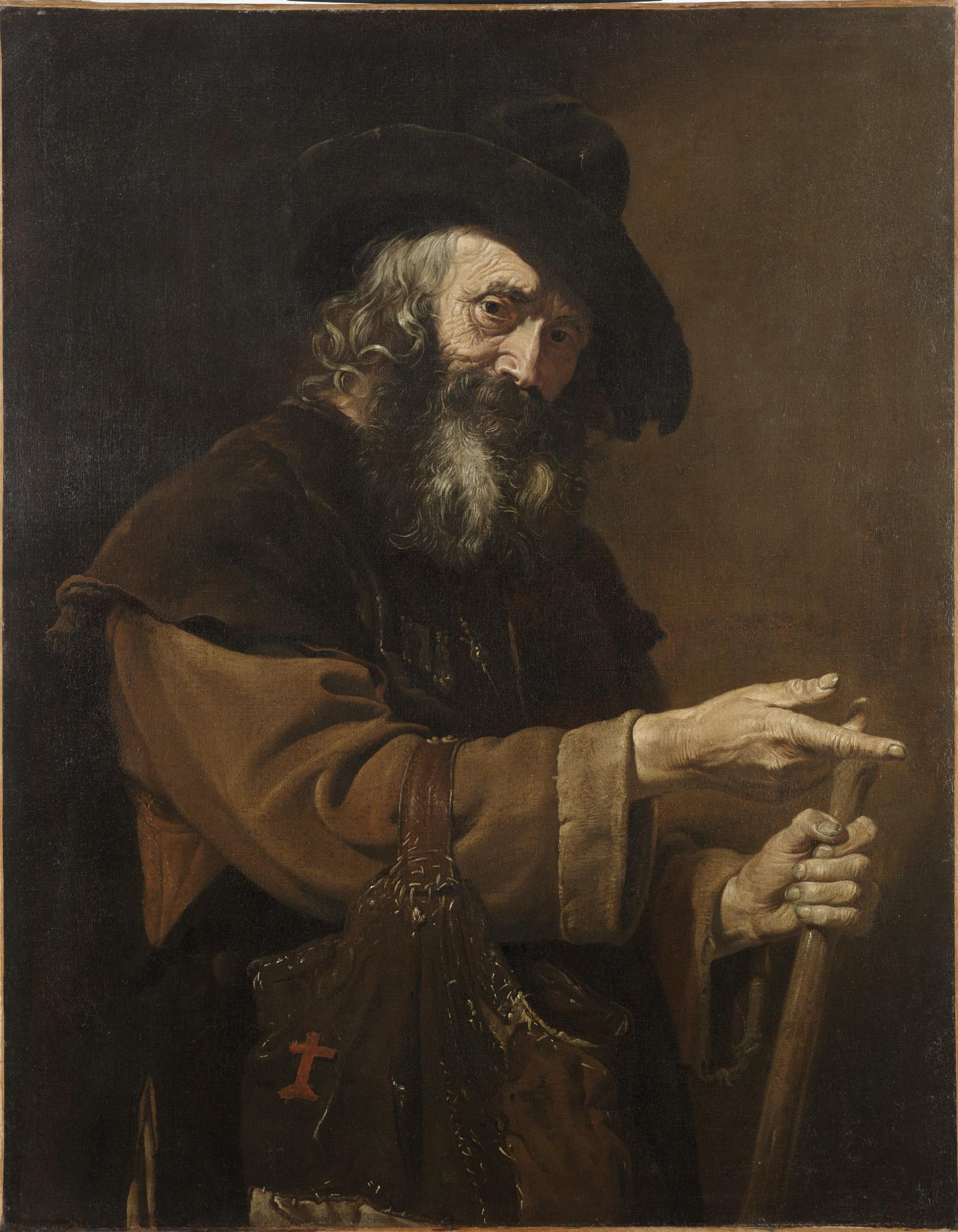
Pietro Bellotti - Pellegrino
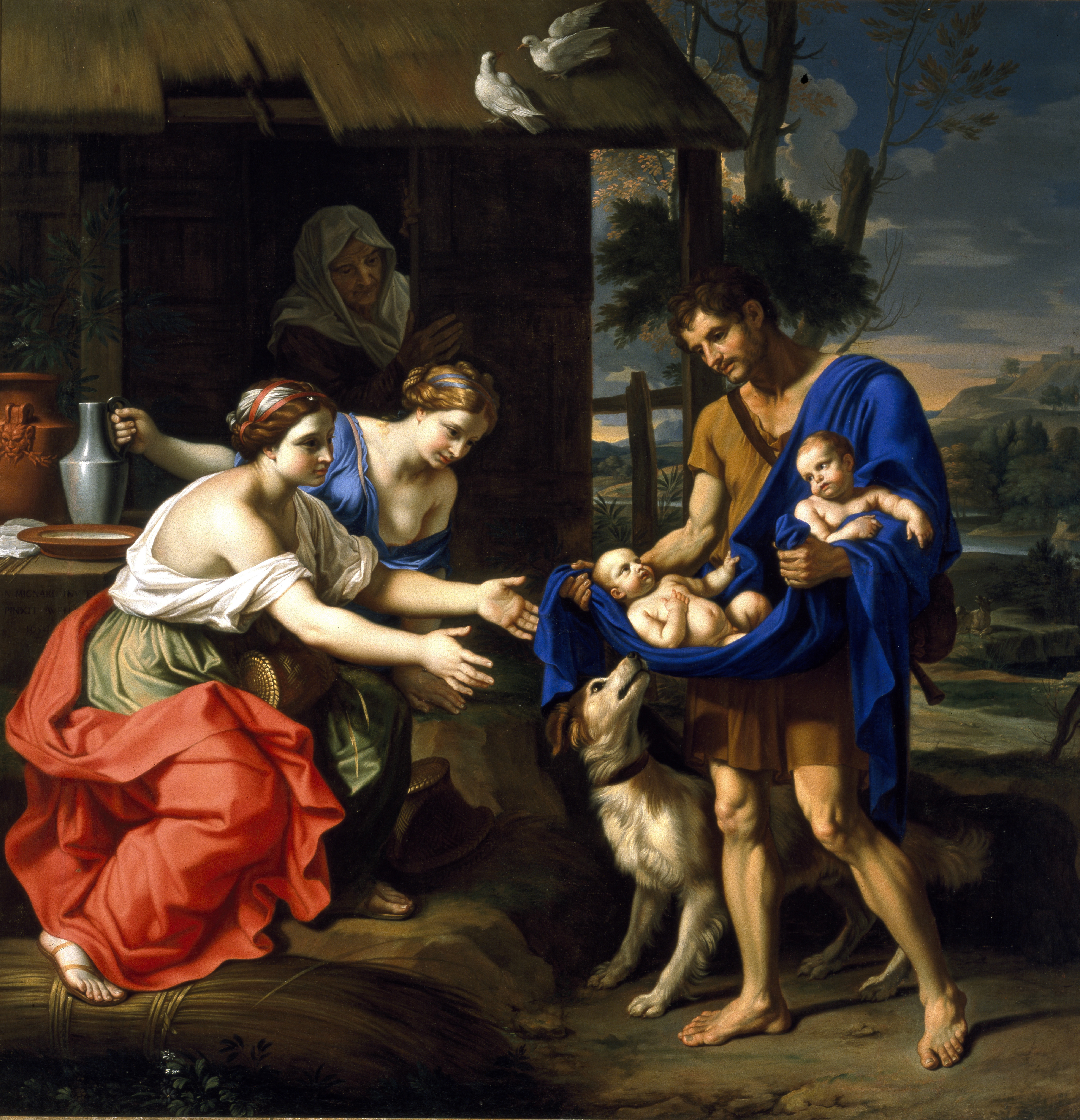
Nicolas Mignard, Le berger Faustulus apportant Romulus et Remus à sa femme, 1854
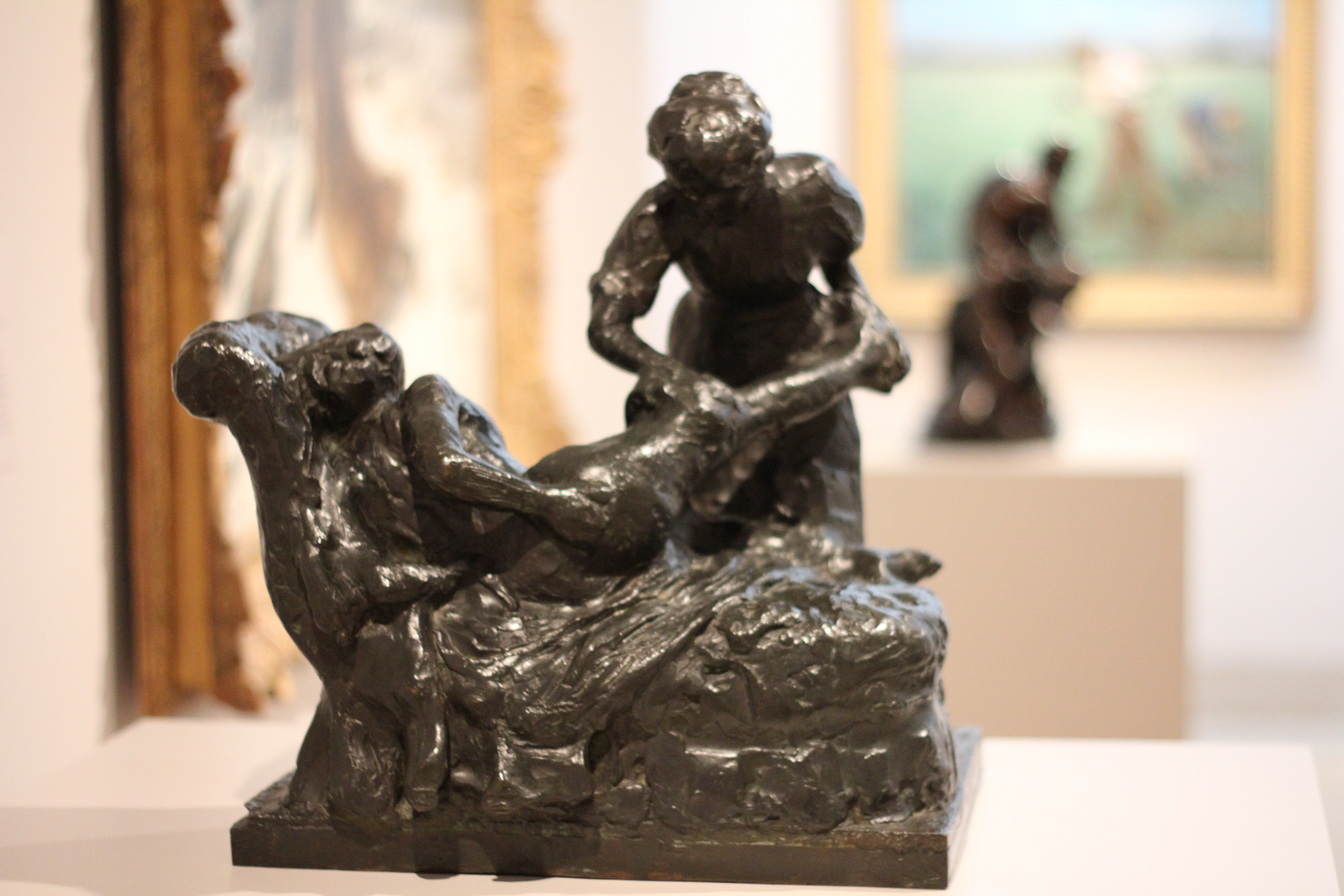
Edgar Degas, The Masseuse, (between 1896-1911)
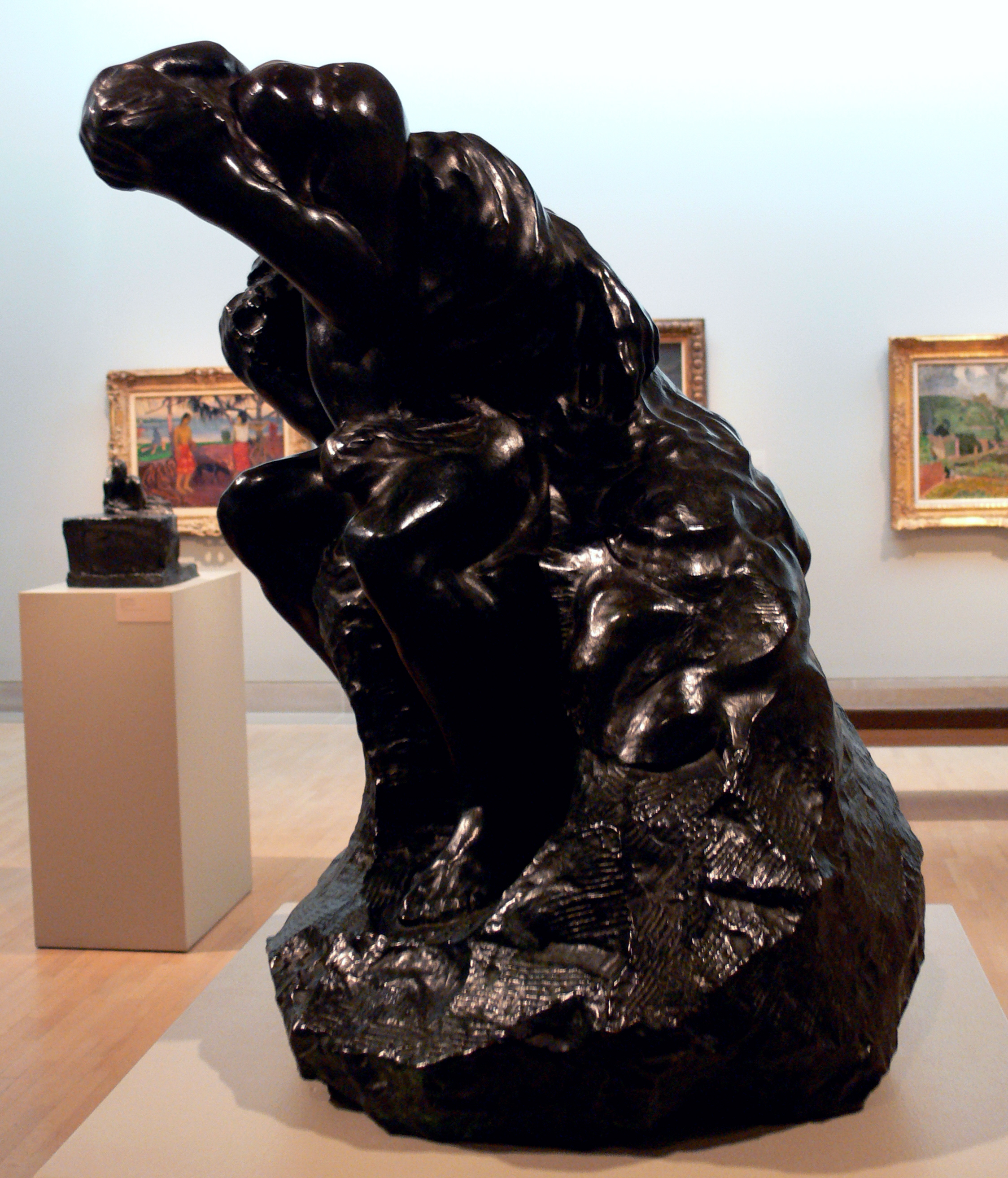
Auguste Rodin, Sculptor and his Muse, 1893
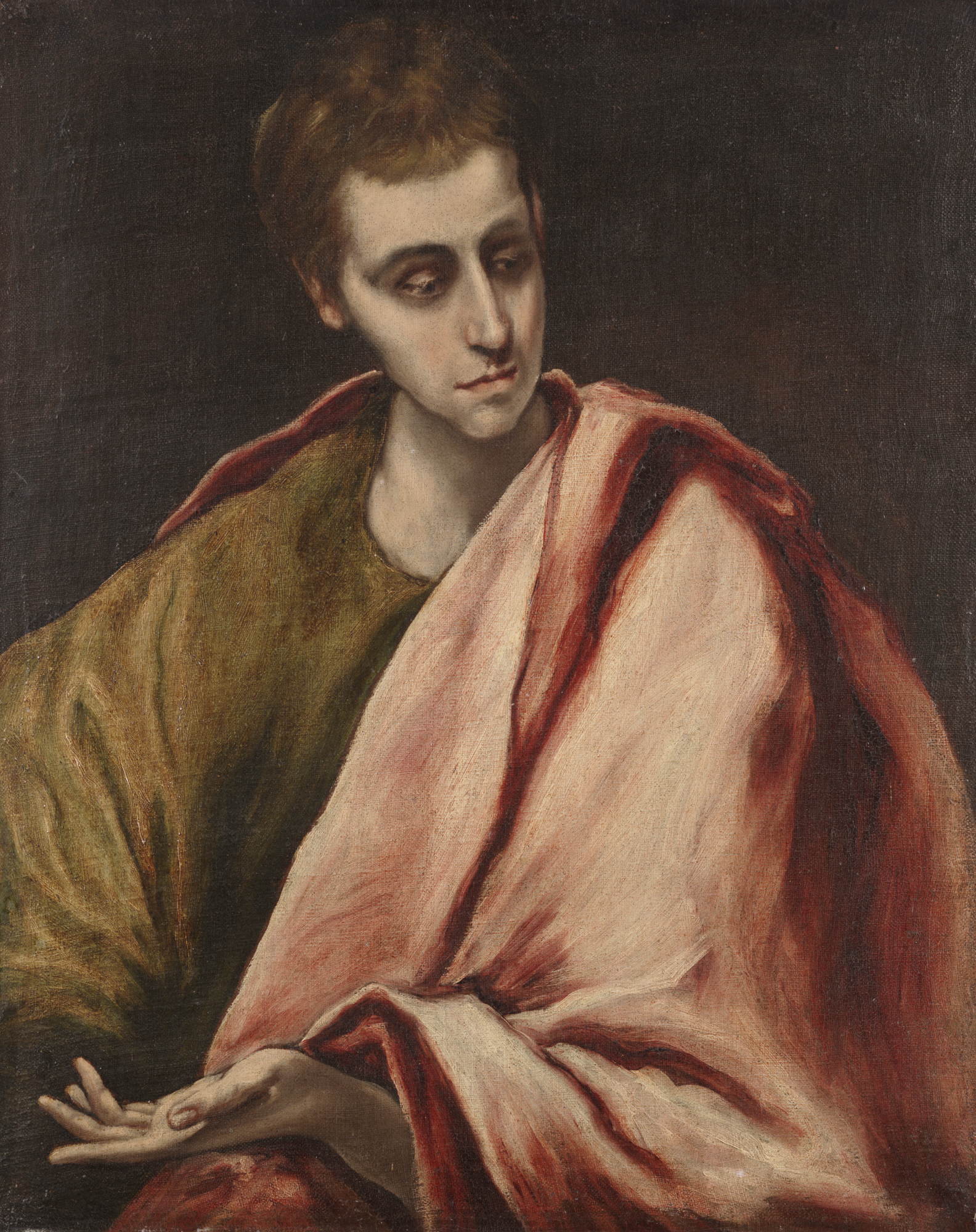
After El Greco, St. John, 1590-1595
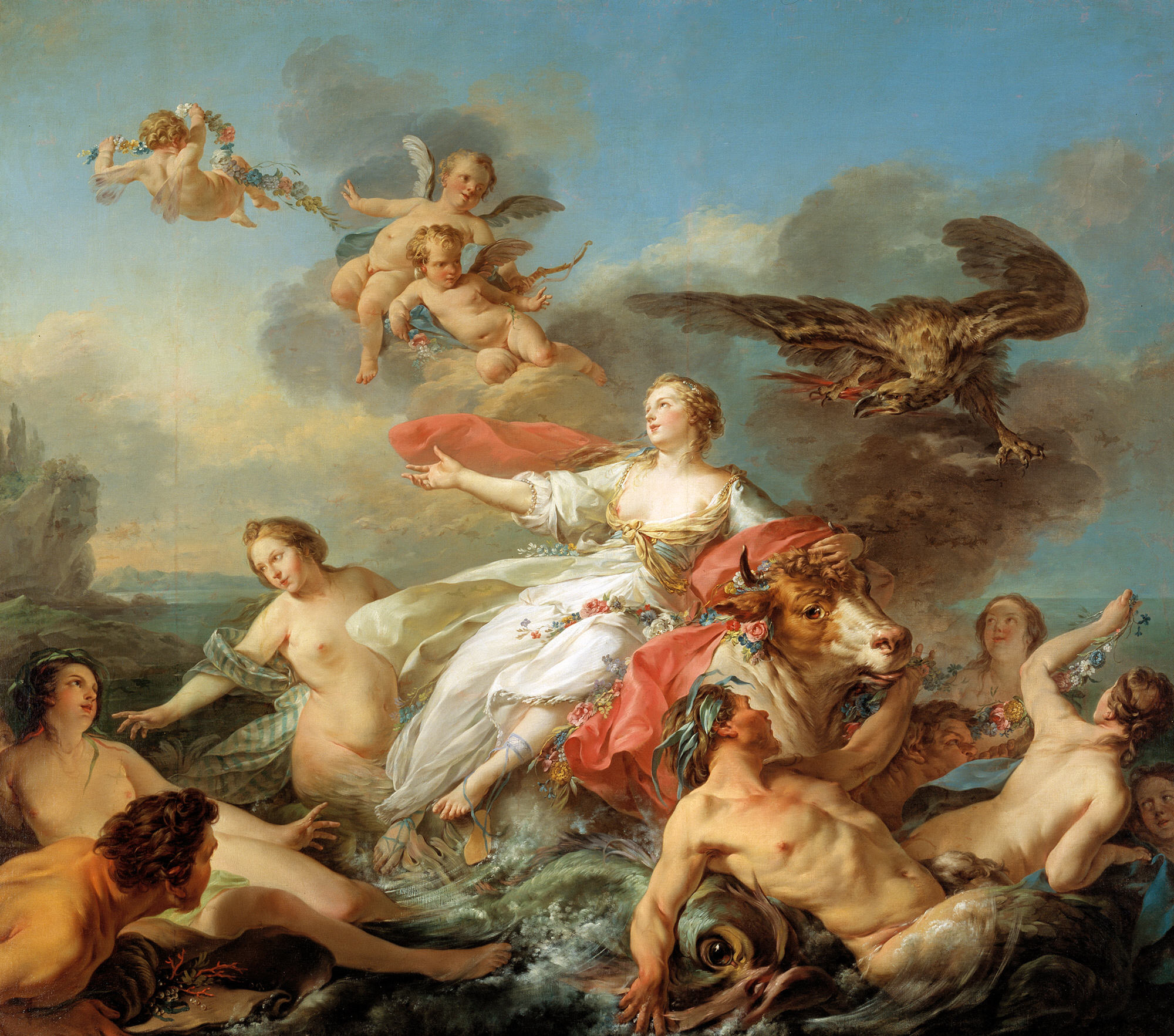
Jean-Baptiste Marie Pierre, The Abduction of Europa, 1750
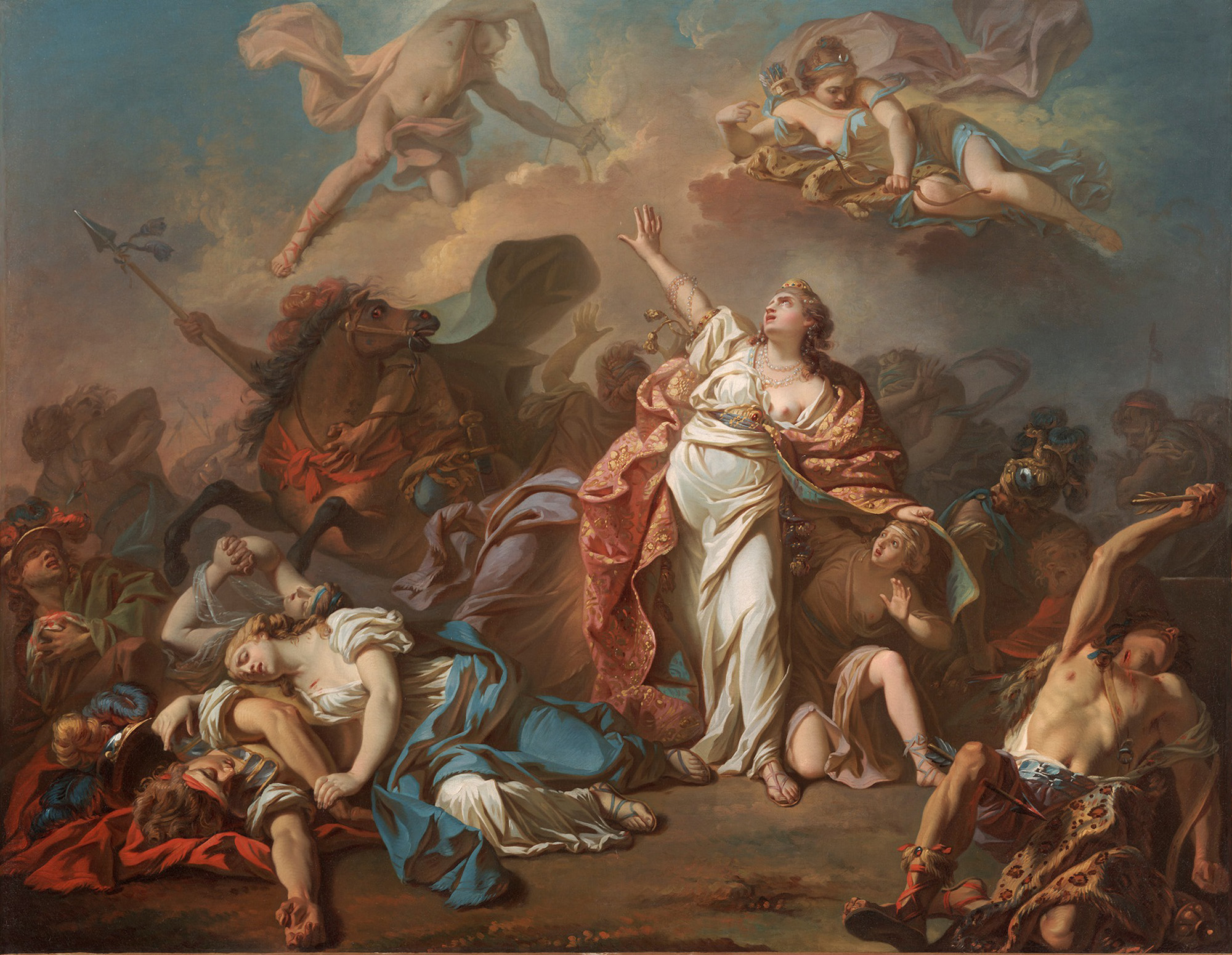
Jacques-Louis David, Apollo and Artemis attacking the twelve children of Niobe, 1772
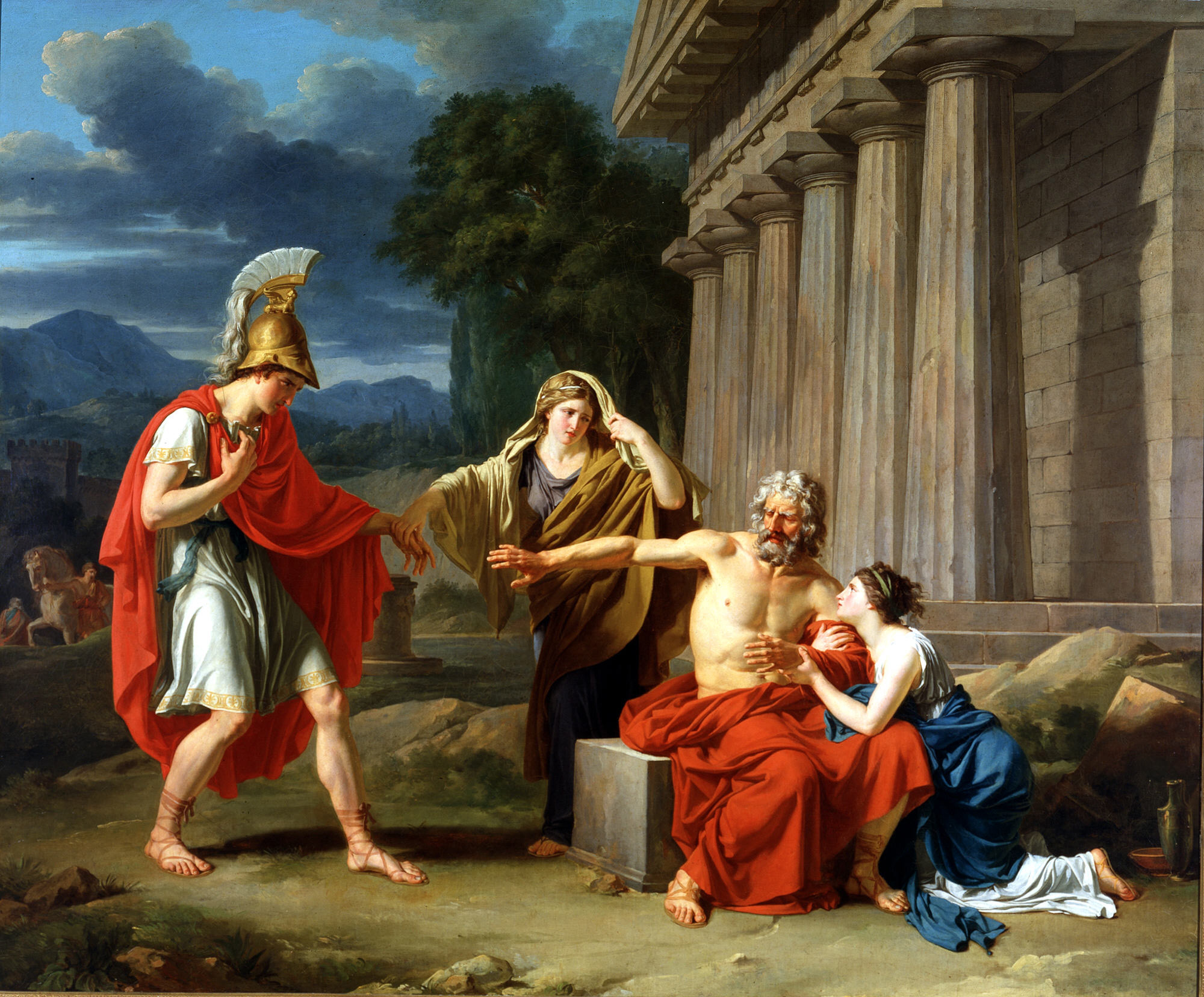
Jean-Antoine-Théodore Giroust, Oedipus at Colonus, 1788
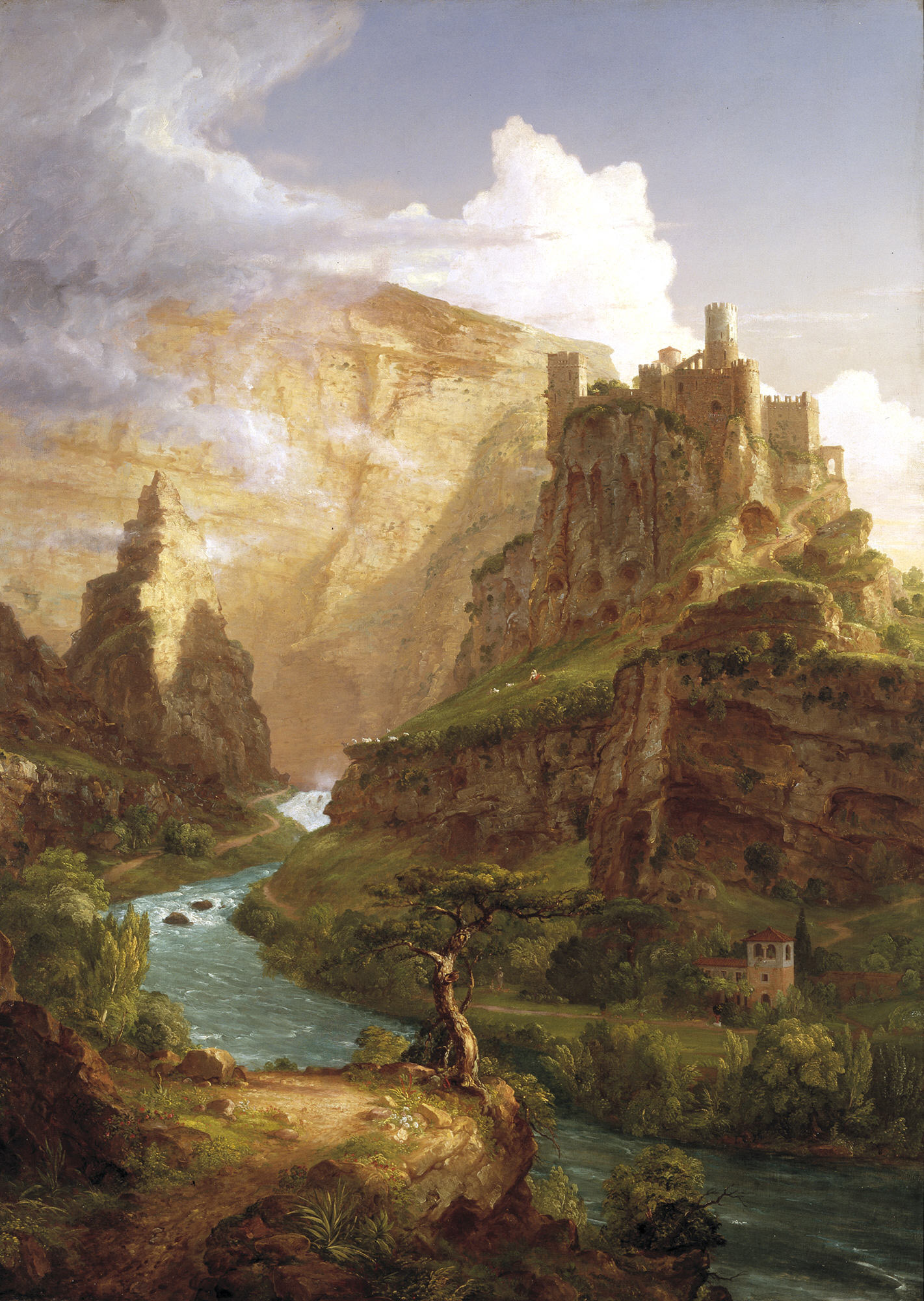
Thomas Cole, The Fountain of Vaucluse, 1841
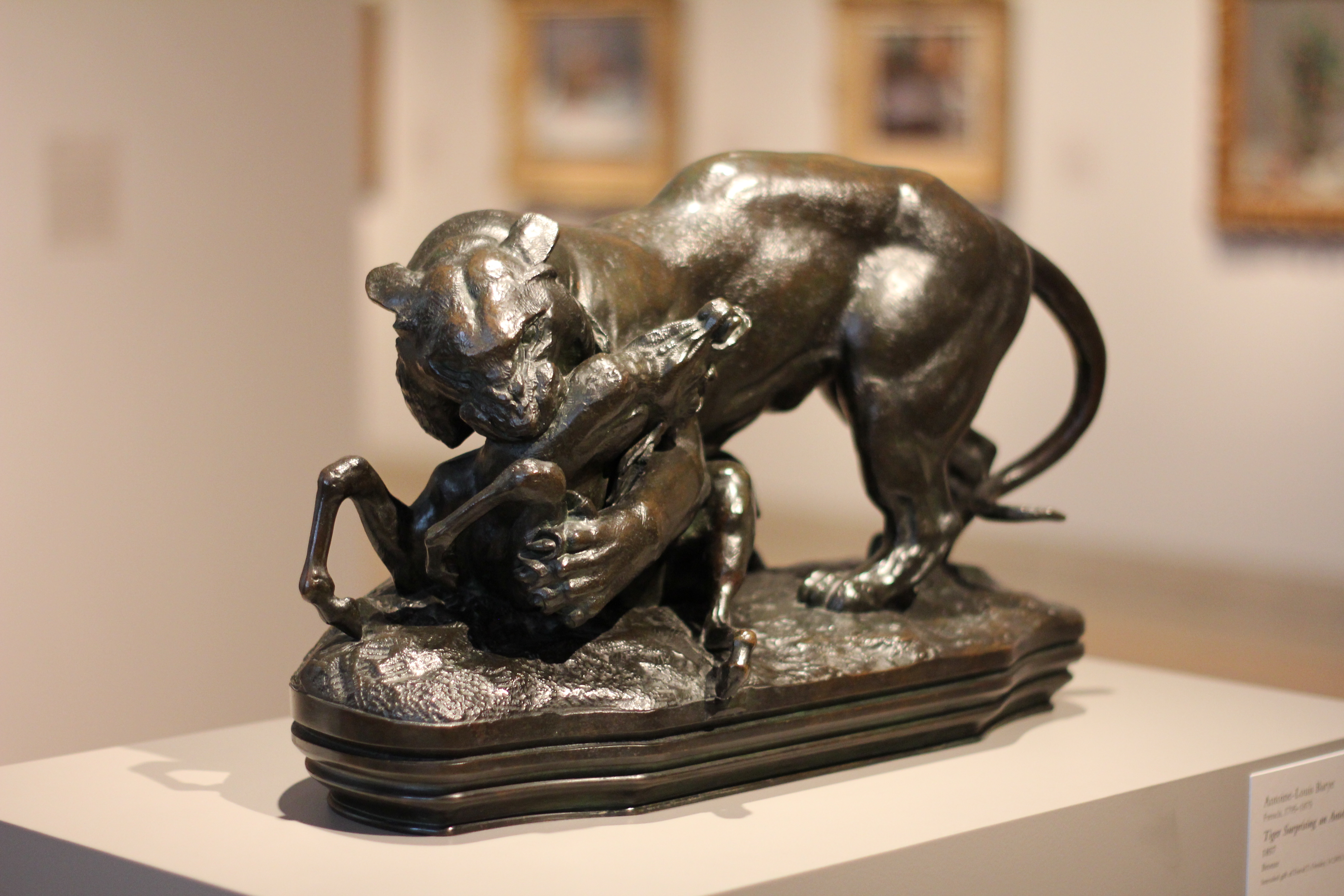
Antoine-Louis Barye, Tiger Surprising an Antelope, 1857
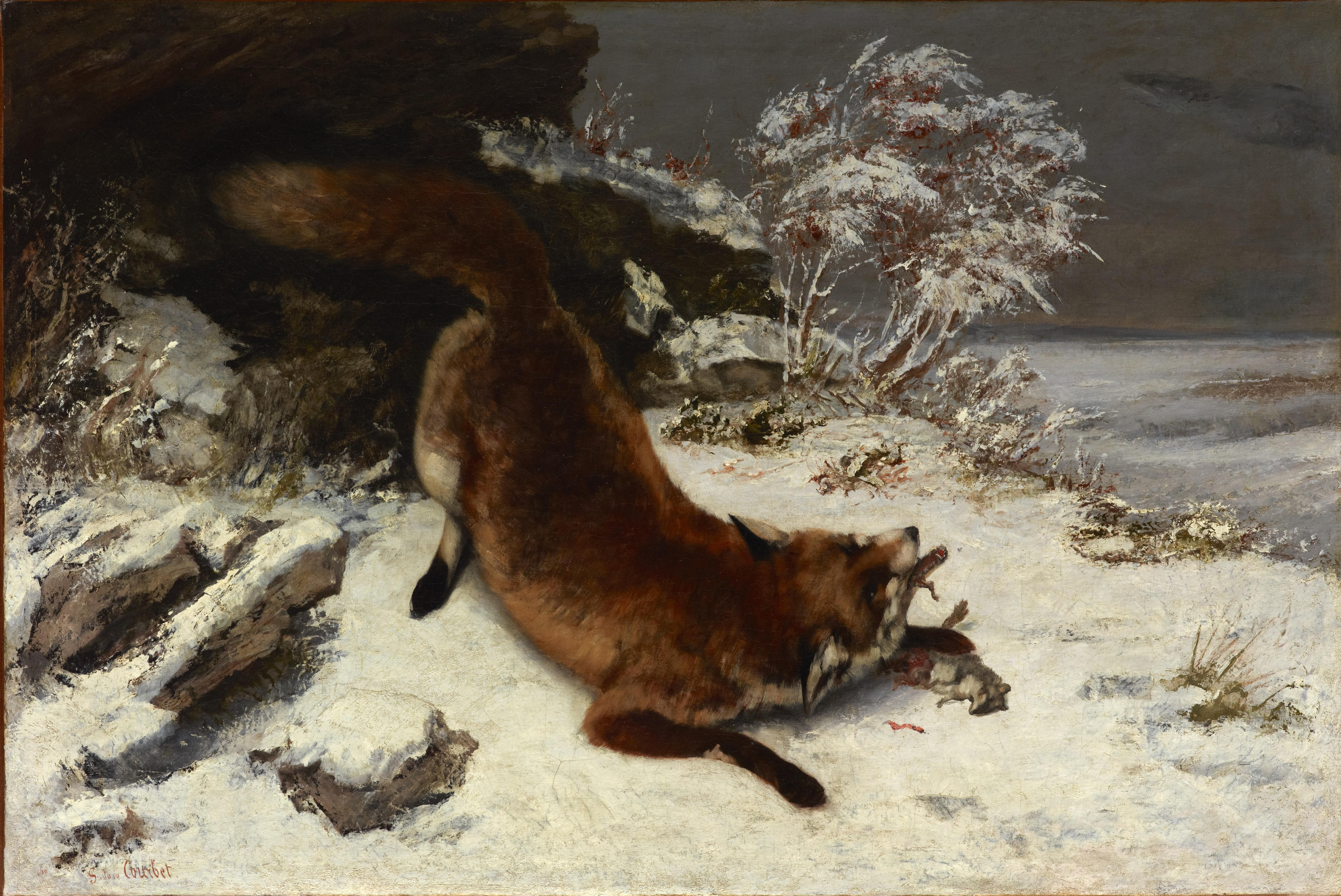
Gustave Courbet, Renard dans la neige, 1860
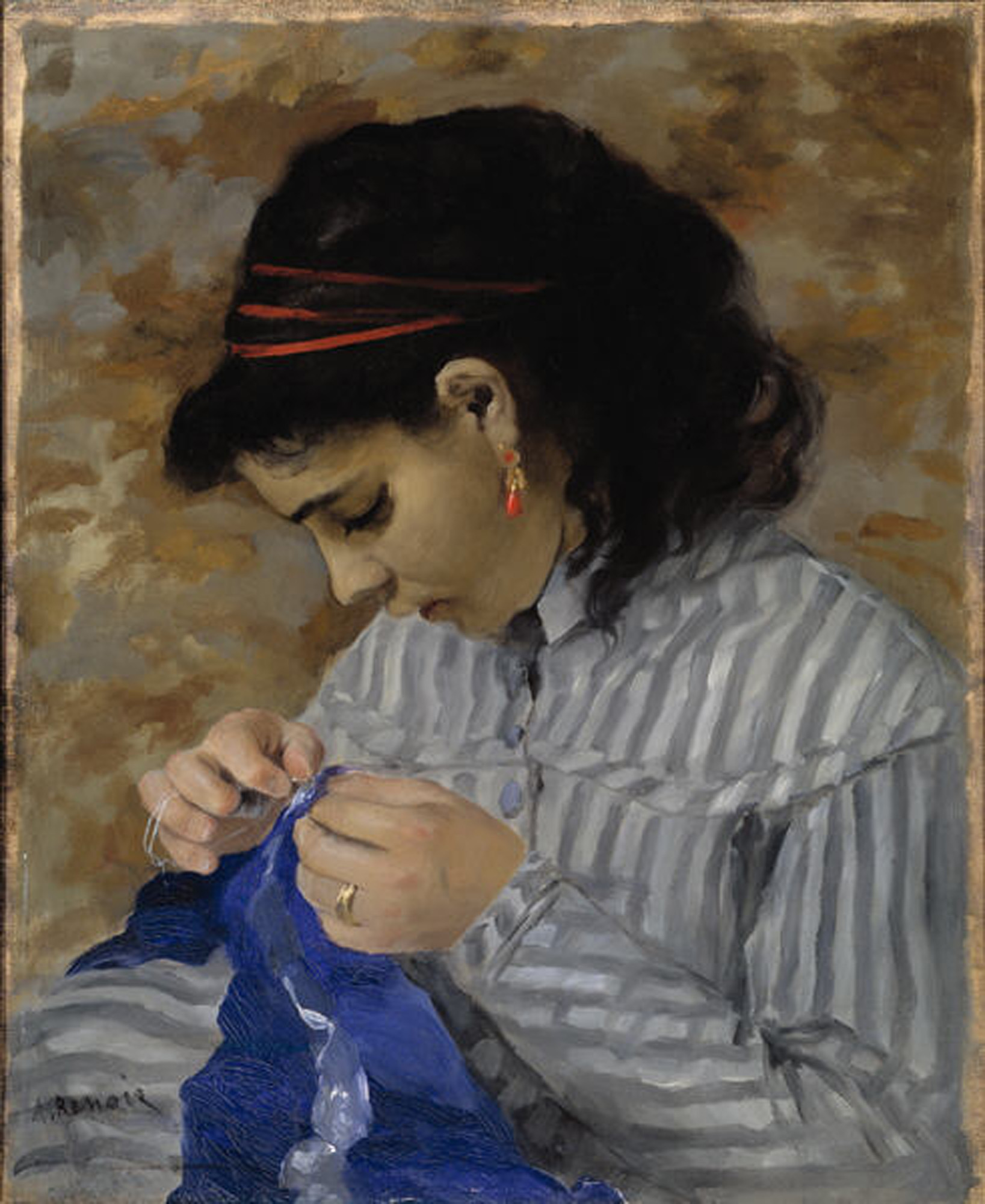
Pierre-Auguste Renoir, Lise Sewing, 1866
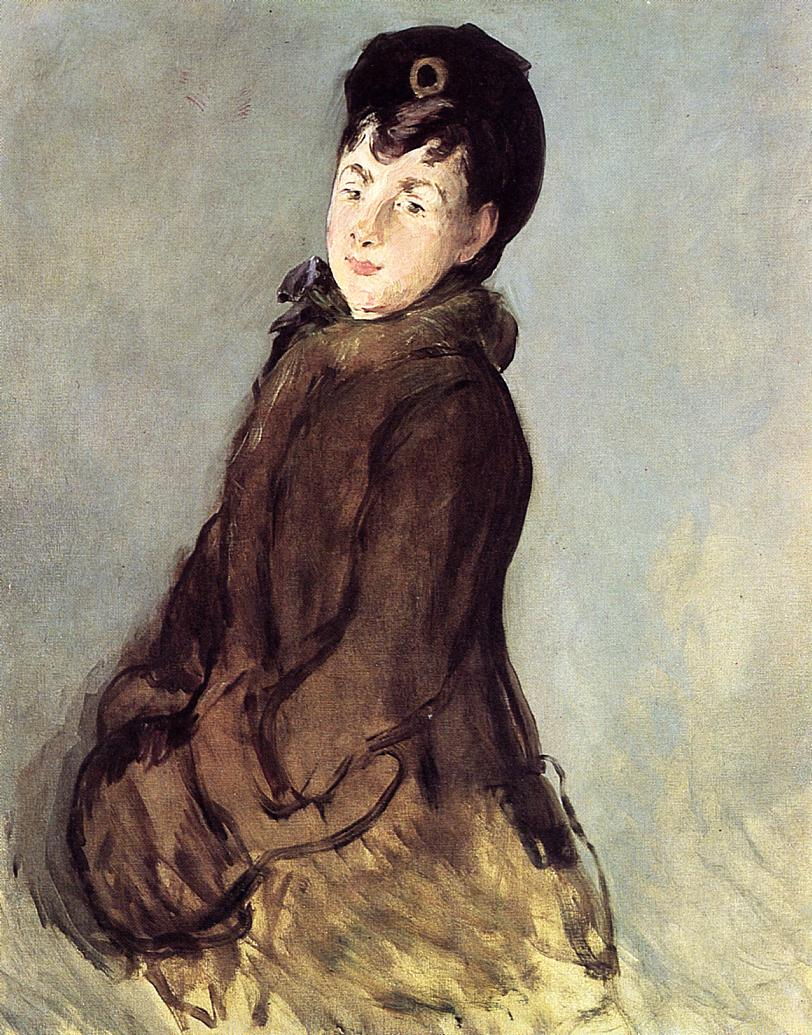
Édouard Manet, Isabelle Lemonnier with a Muff, 1879
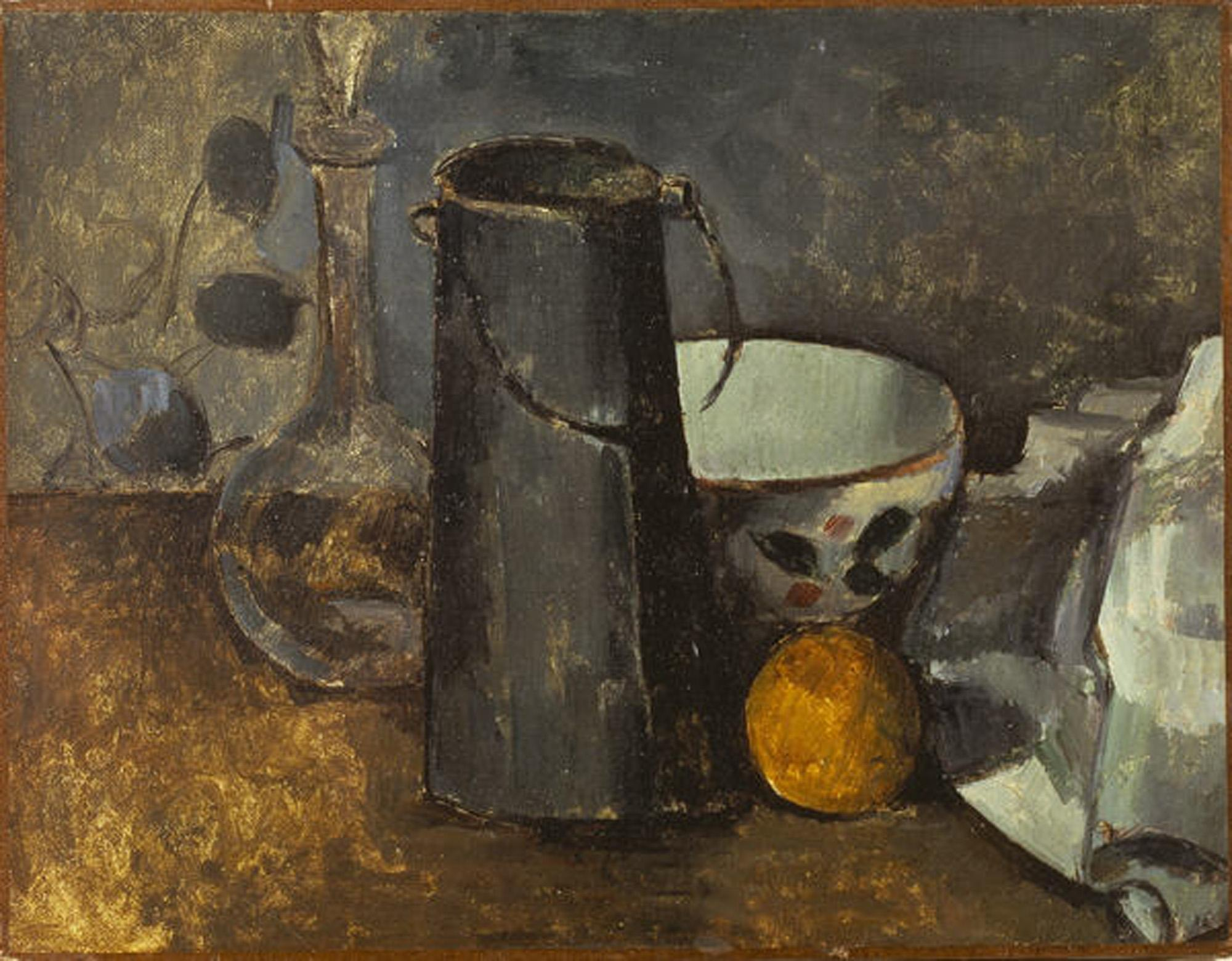
Paul Cézanne, Still Life with Carafe, Milk Can, Bowl, and Orange, 1879-80
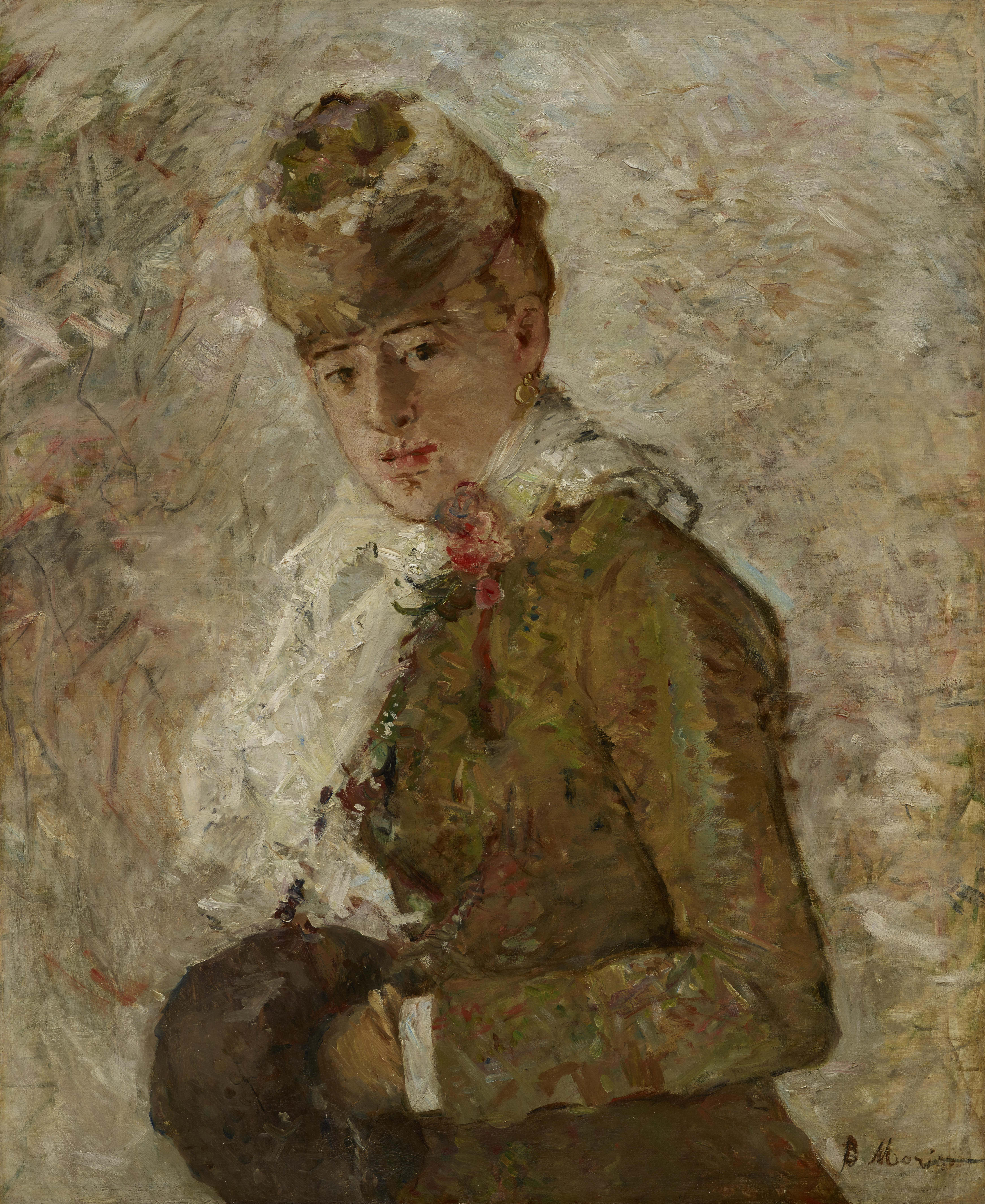
Berthe Morisot, Inverno, 1880
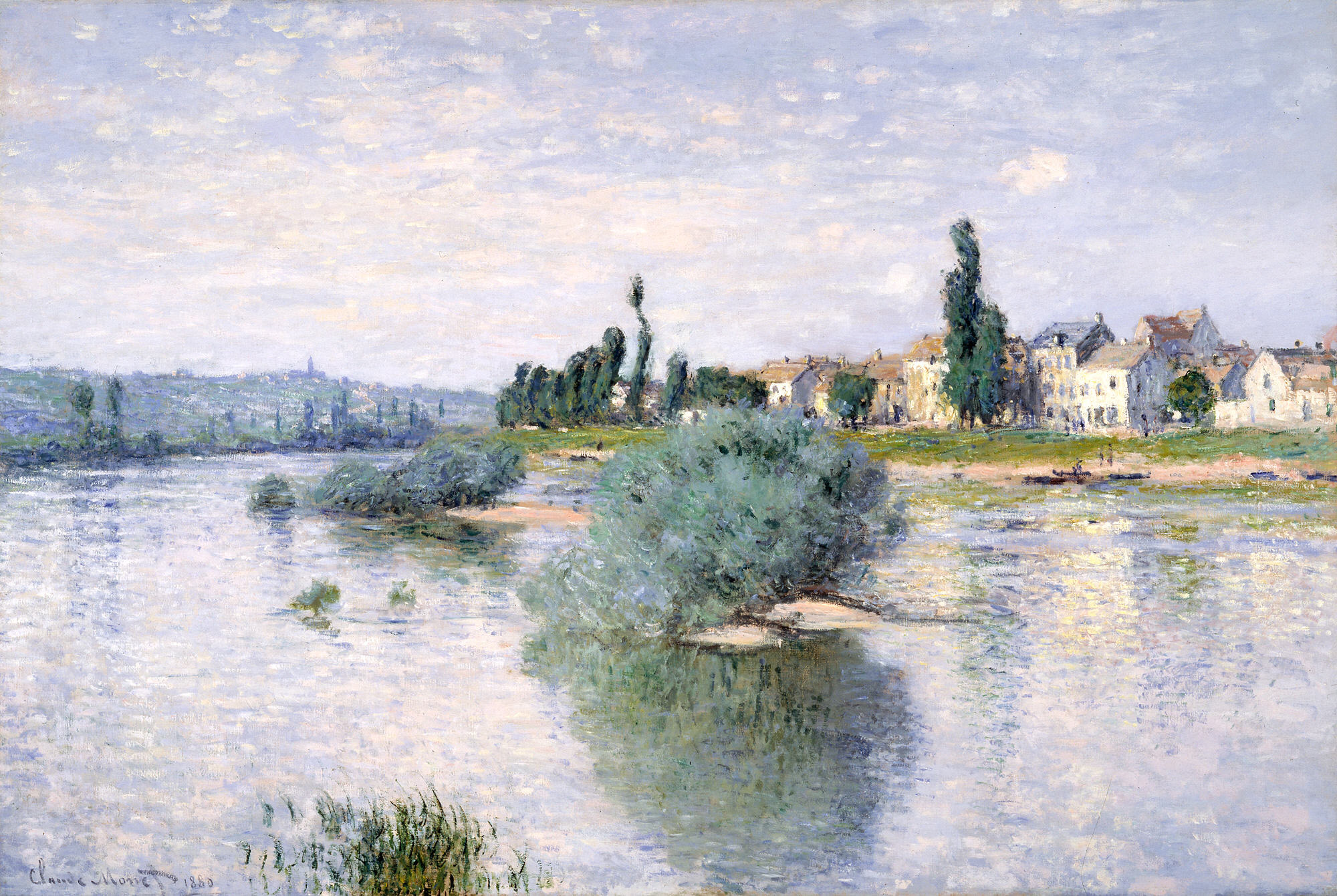
Claude Monet, The Seine at Lavacourt, 1880
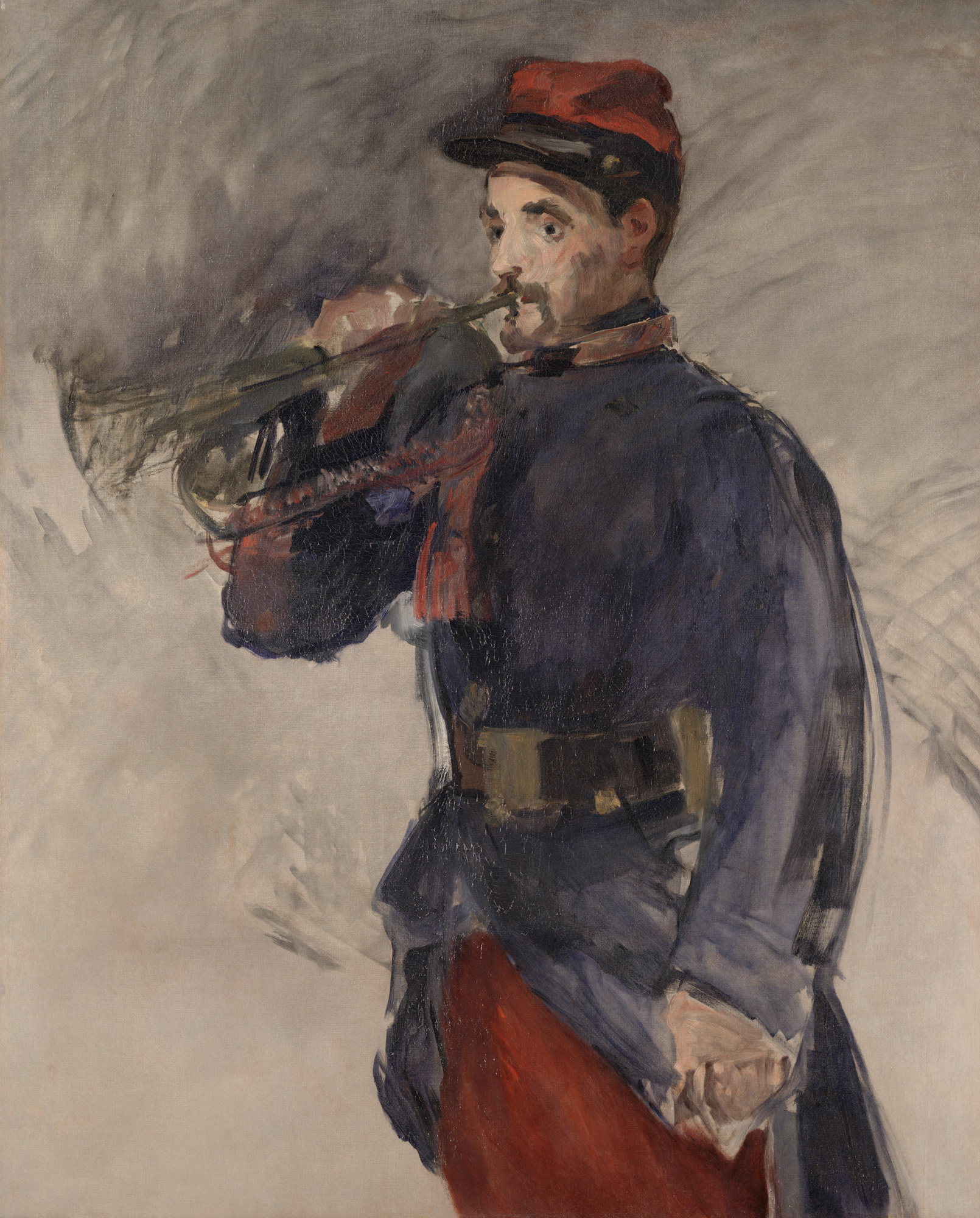
Édouard Manet, The Bugler, 1882
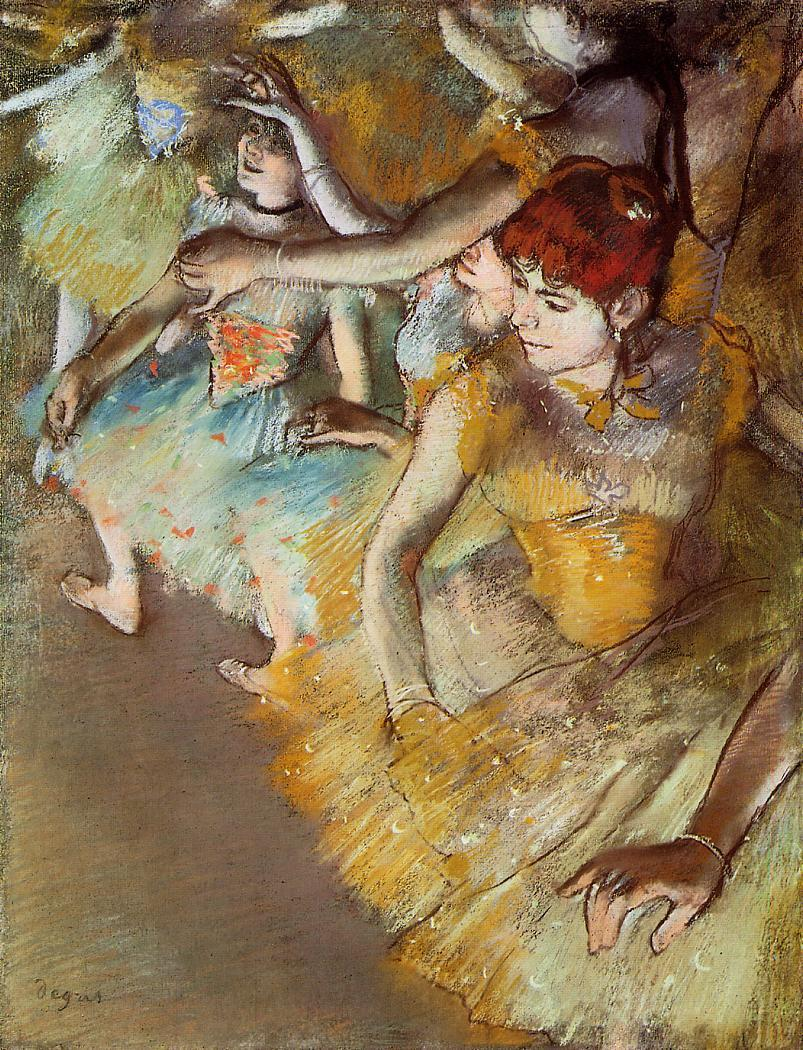
Edgar Degas, Ballet Dancers on the Stage, 1883
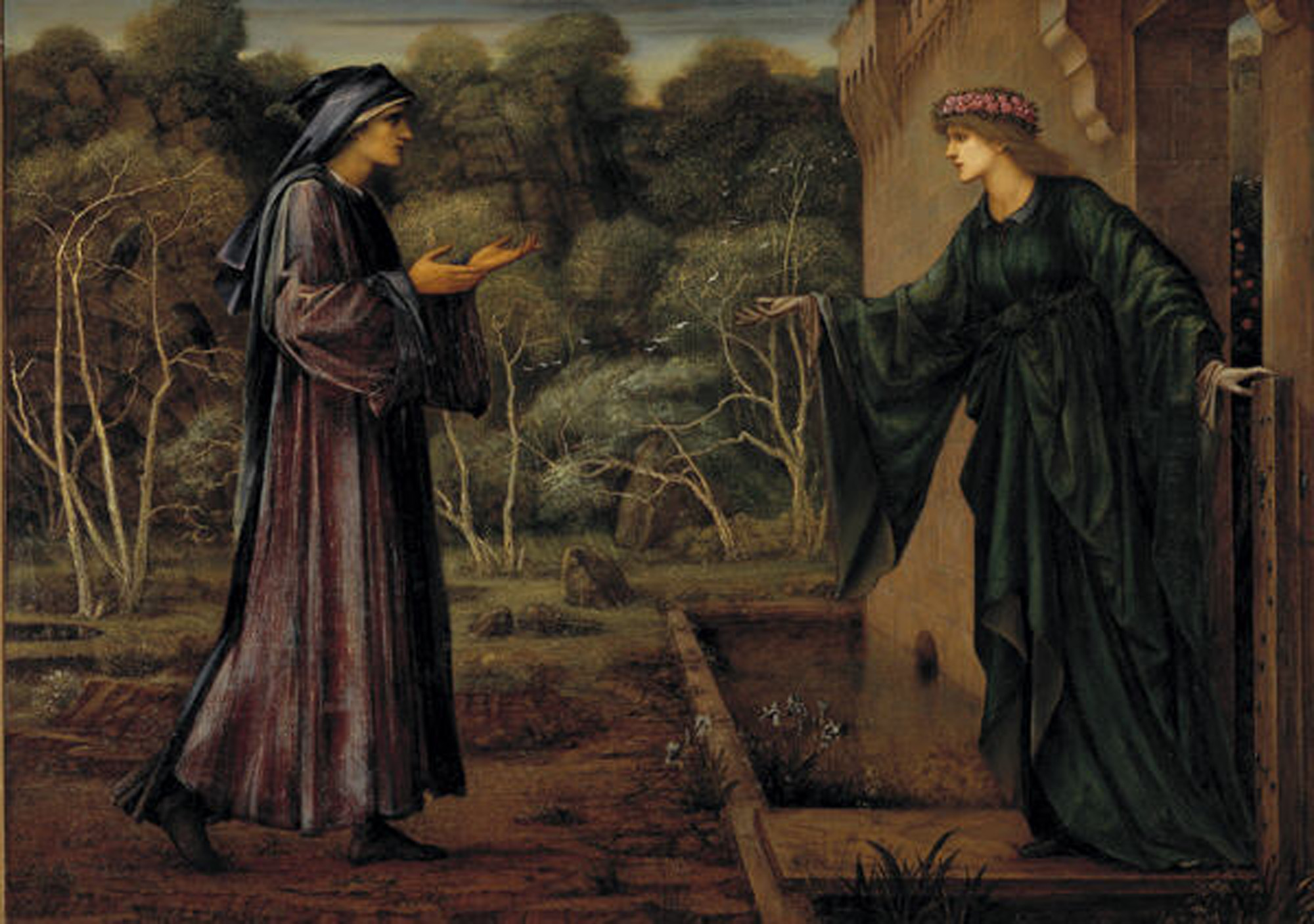
Edward Burne-Jones, The Pilgrim at the Gate of Idleness, 1884
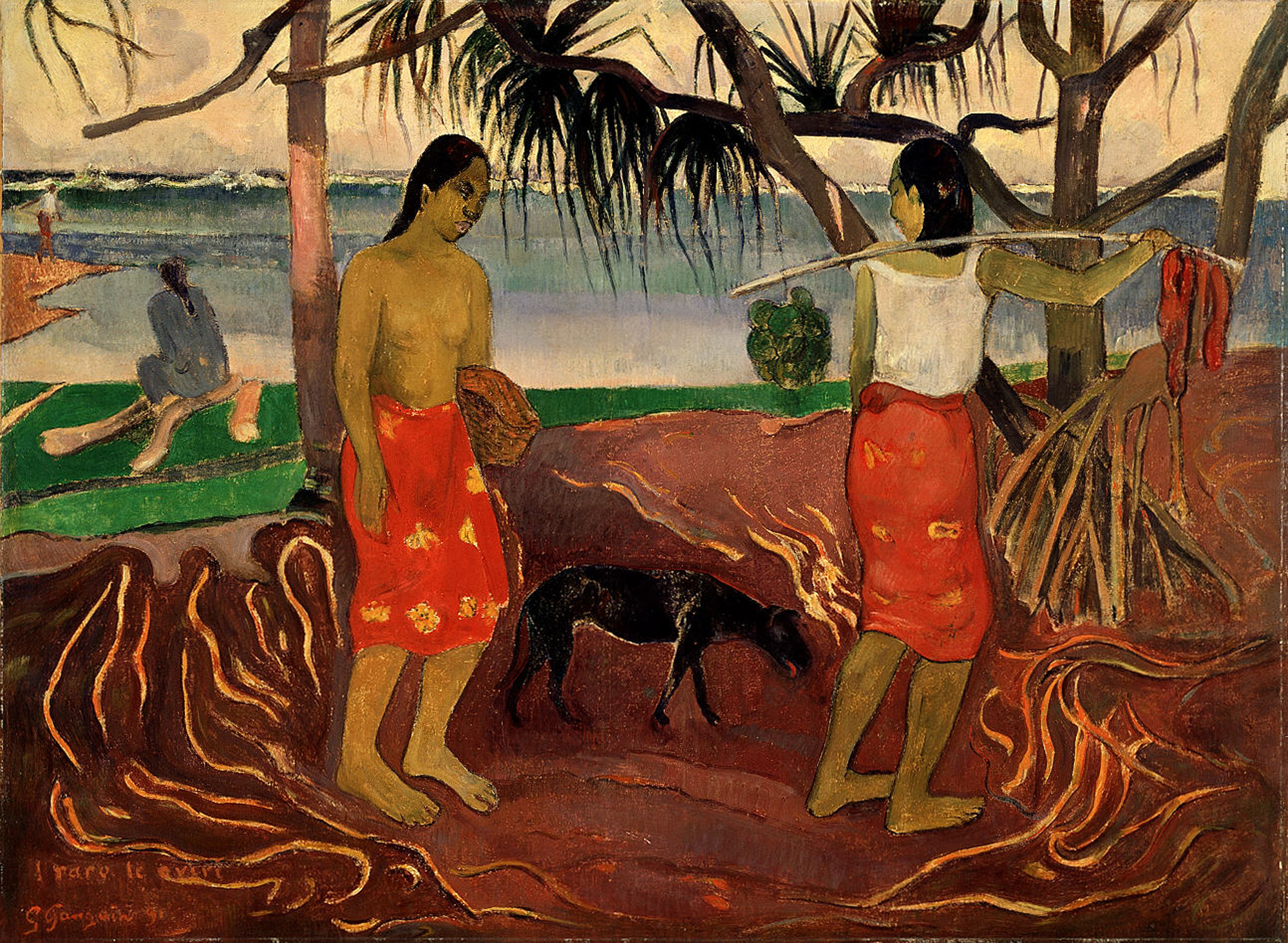
Paul Gauguin, I Raro te Oviri, 1891
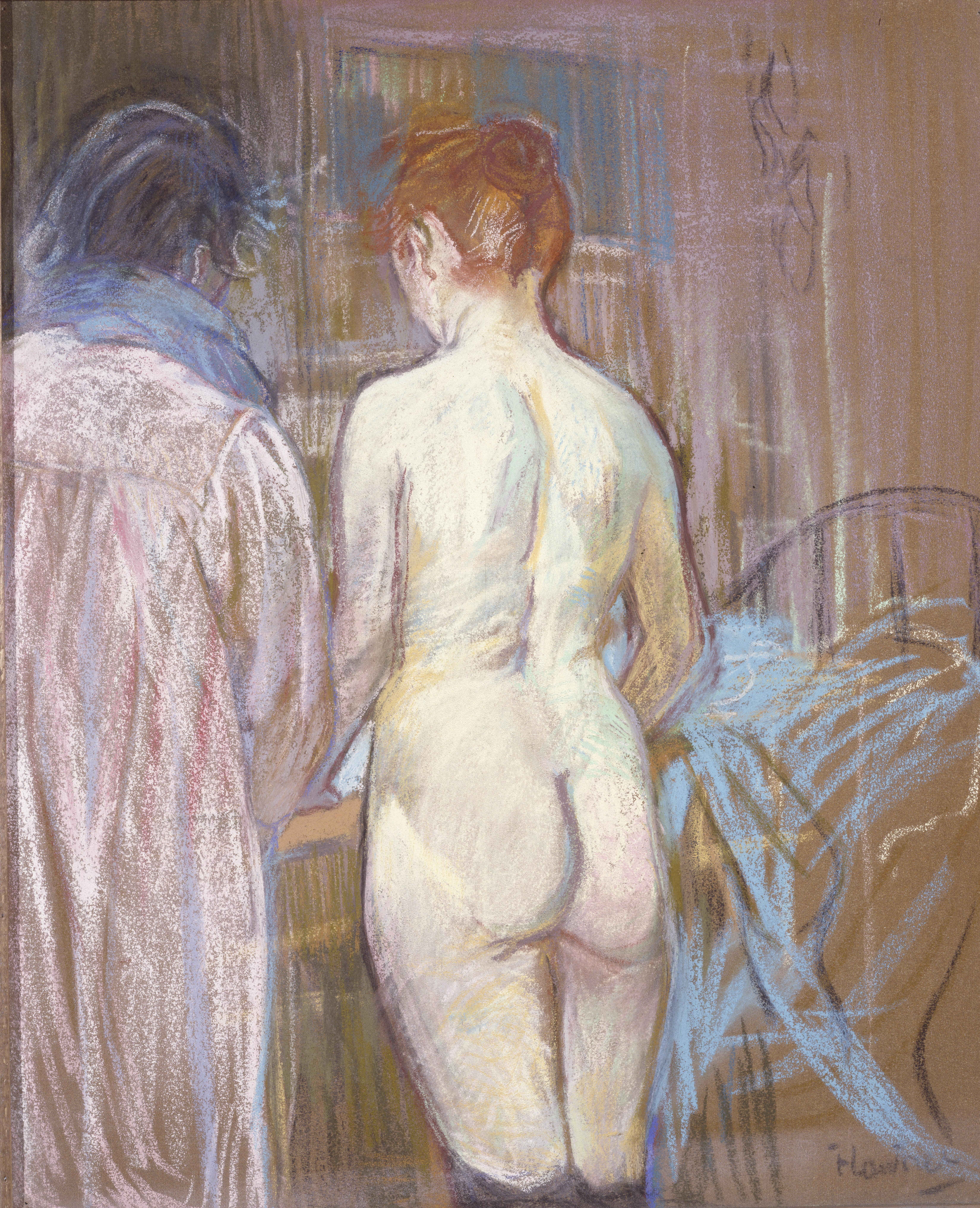
Henri Toulouse-Lautrec, Prostitutes, 1893-1895
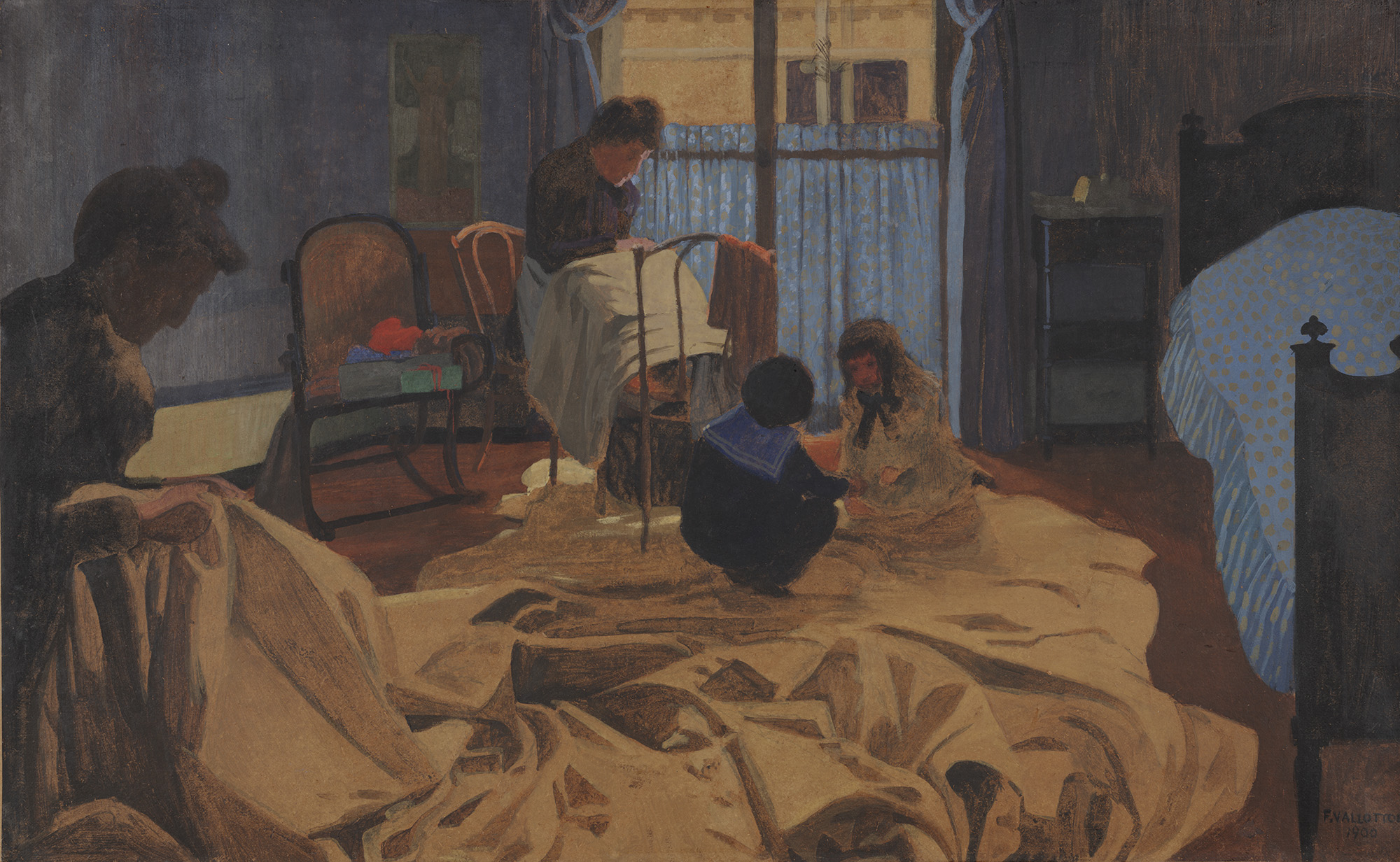
Félix Vallotton, The Laundress, Blue Room, 1900
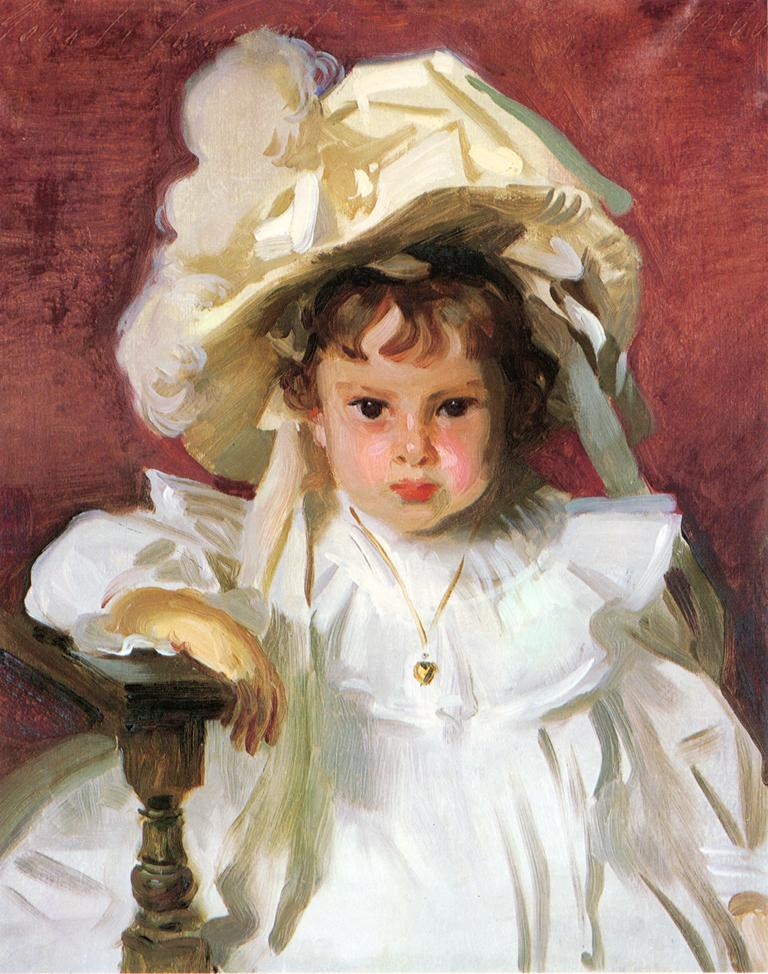
John Singer Sargent, Dorothy, 1900
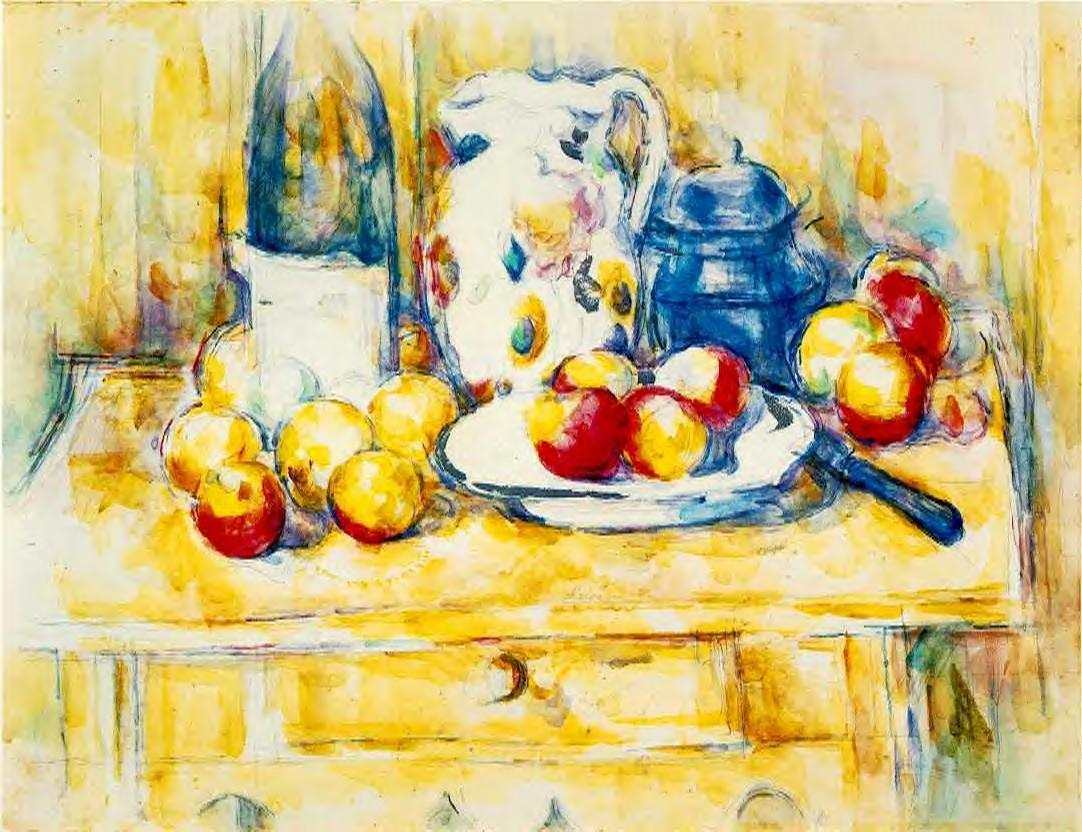
Paul Cézanne, Still Life with Apples, a Bottle and a Milk Pot, 1900-06
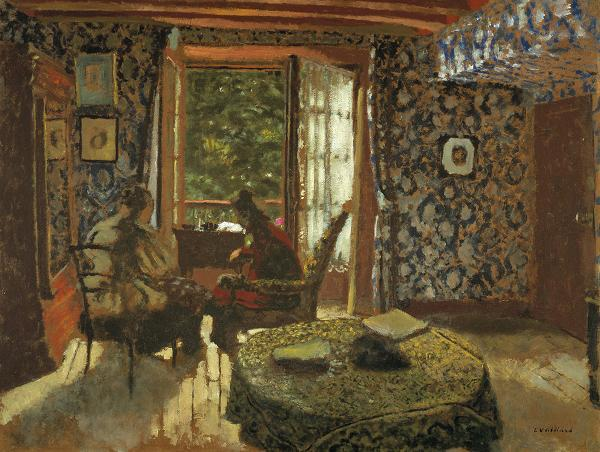
Édouard Vuillard, Interior, 1902
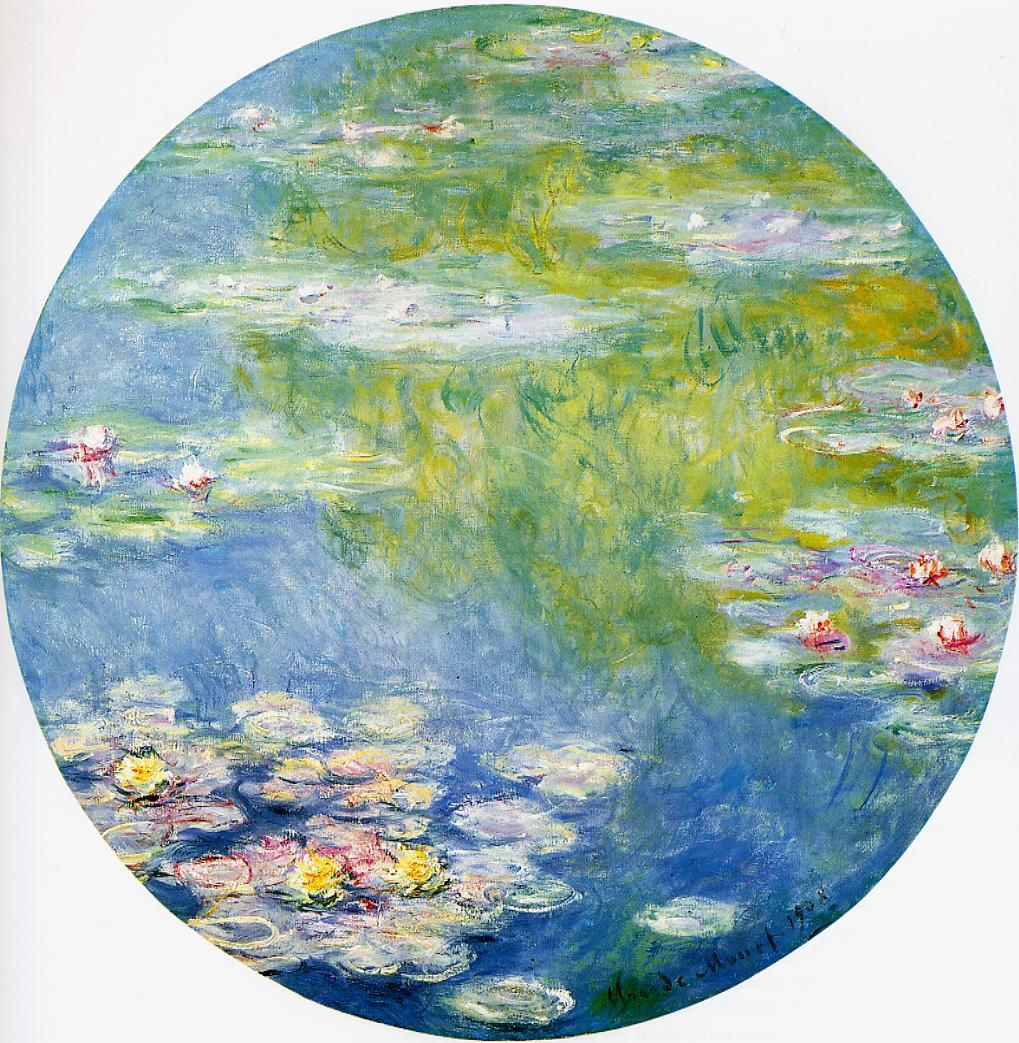
Claude Monet, Water Lilies, 1908
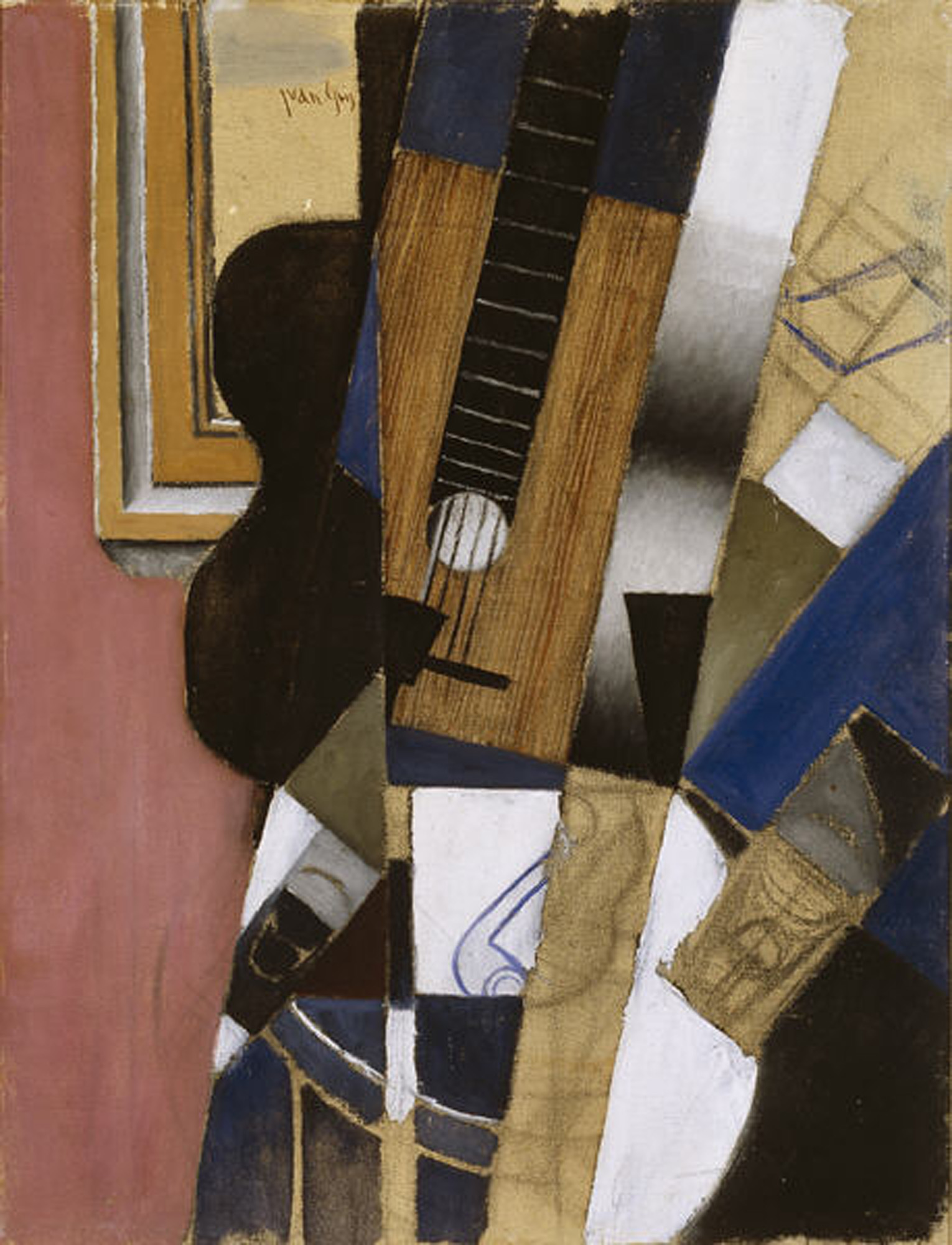
Juan Gris, Guitar and Pipe, 1913
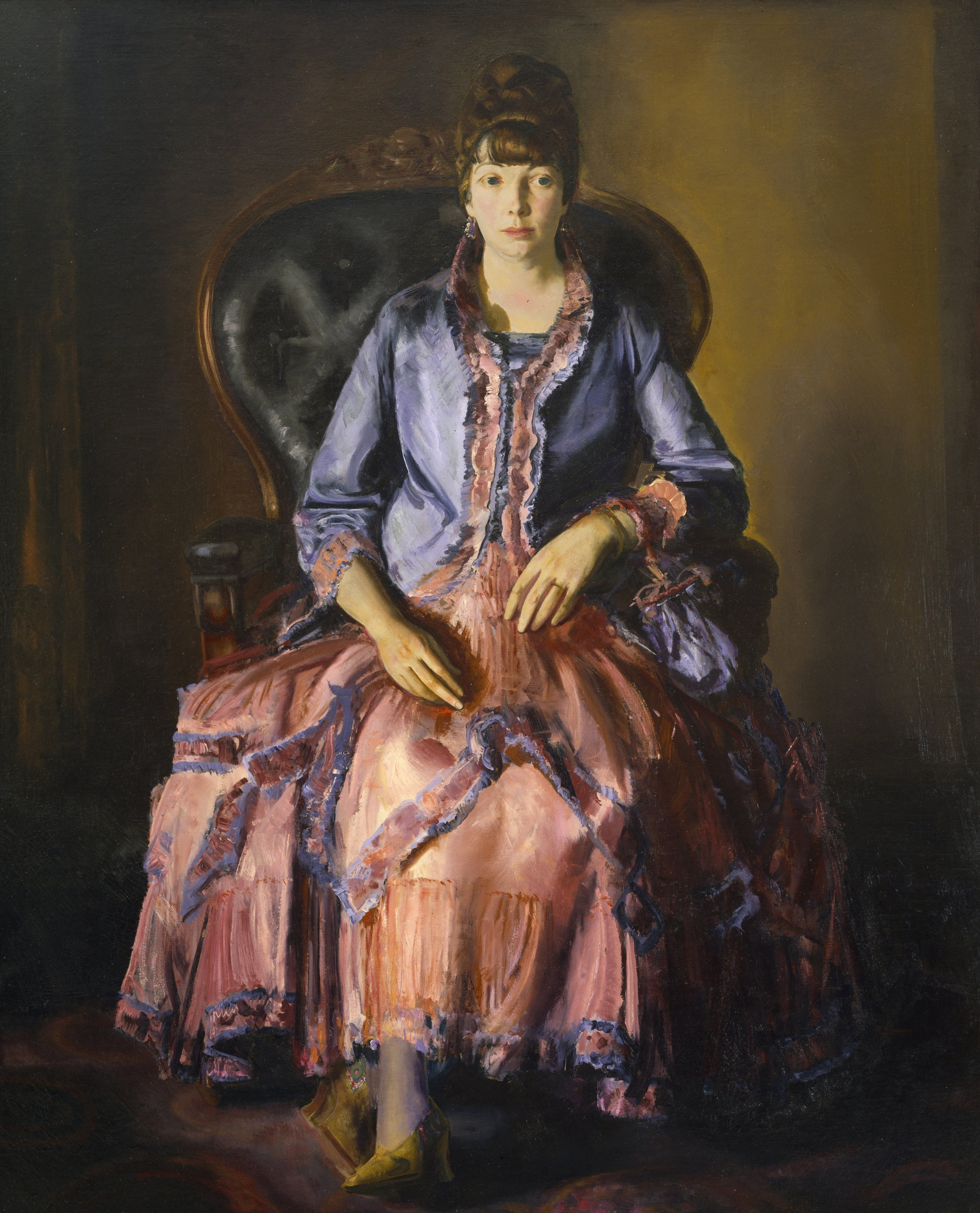
George Bellows, Emma in a Purple Dress, 1920-23
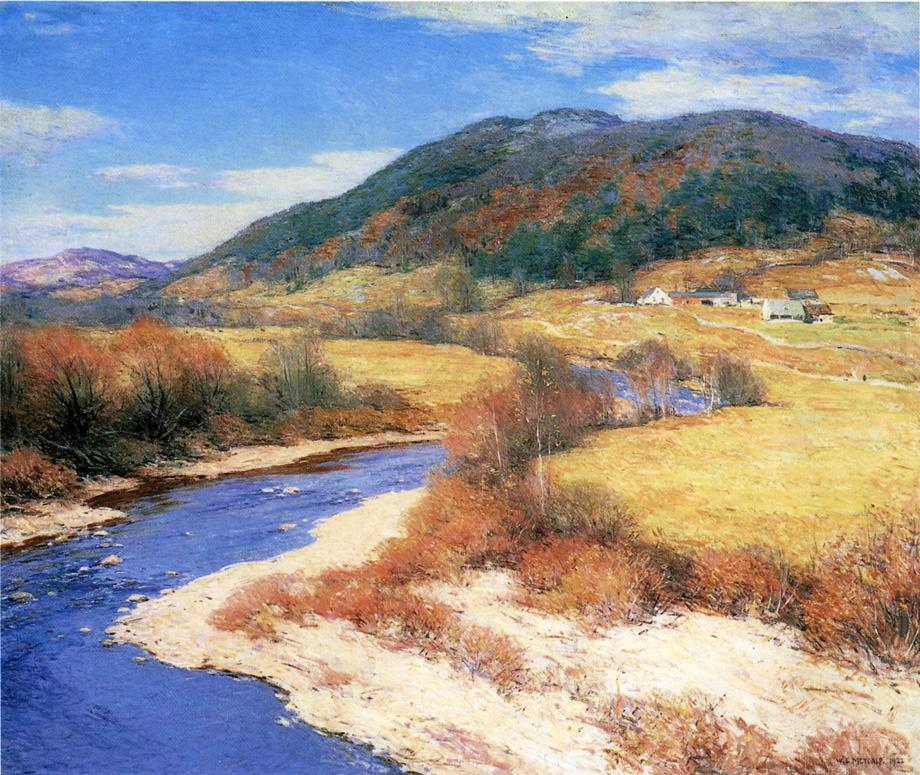
Willard Metcalf, Indian Summer, Vermont, 1922